# Zitronenpresse

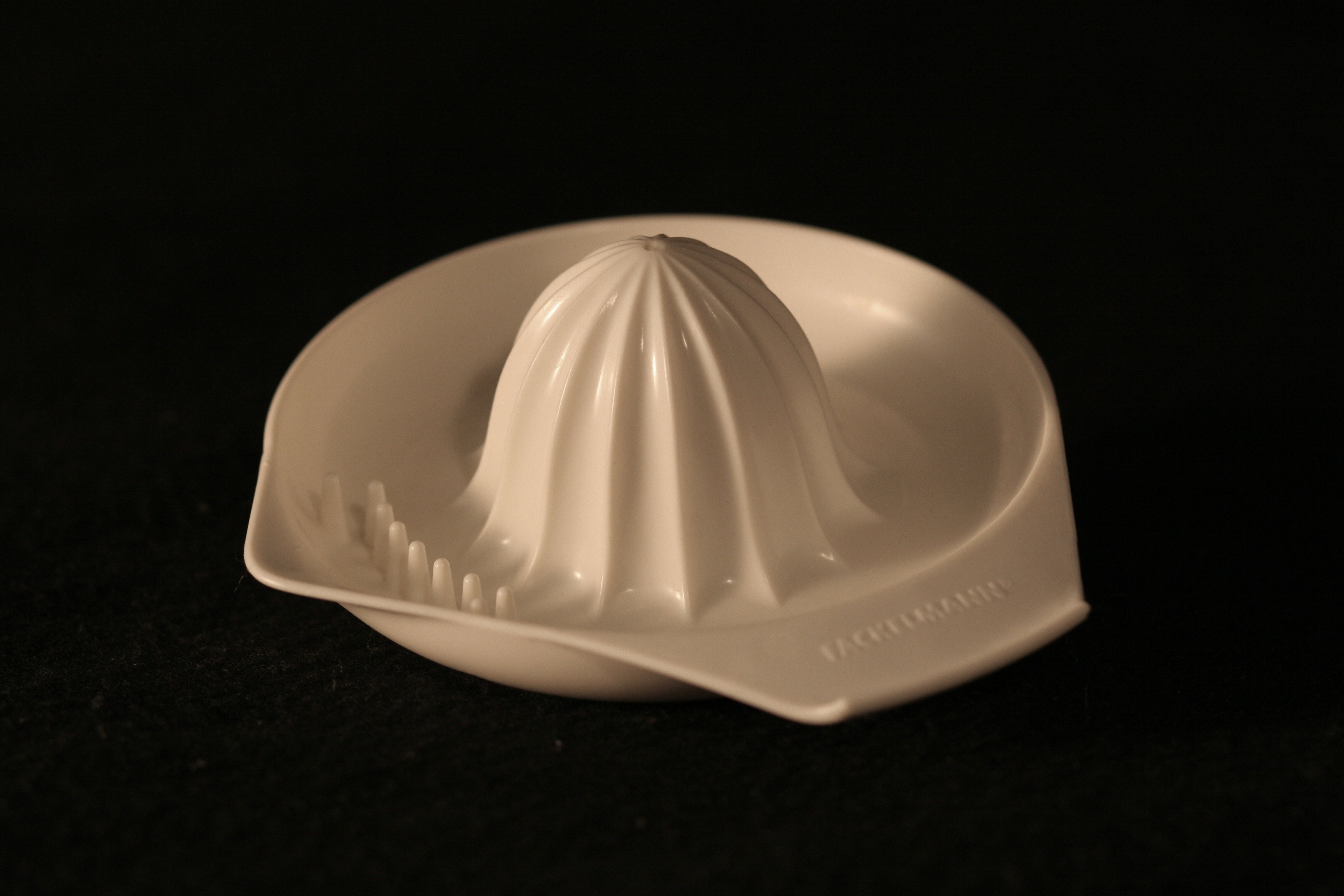
Einfache Zitronenpresse aus Kunststoff

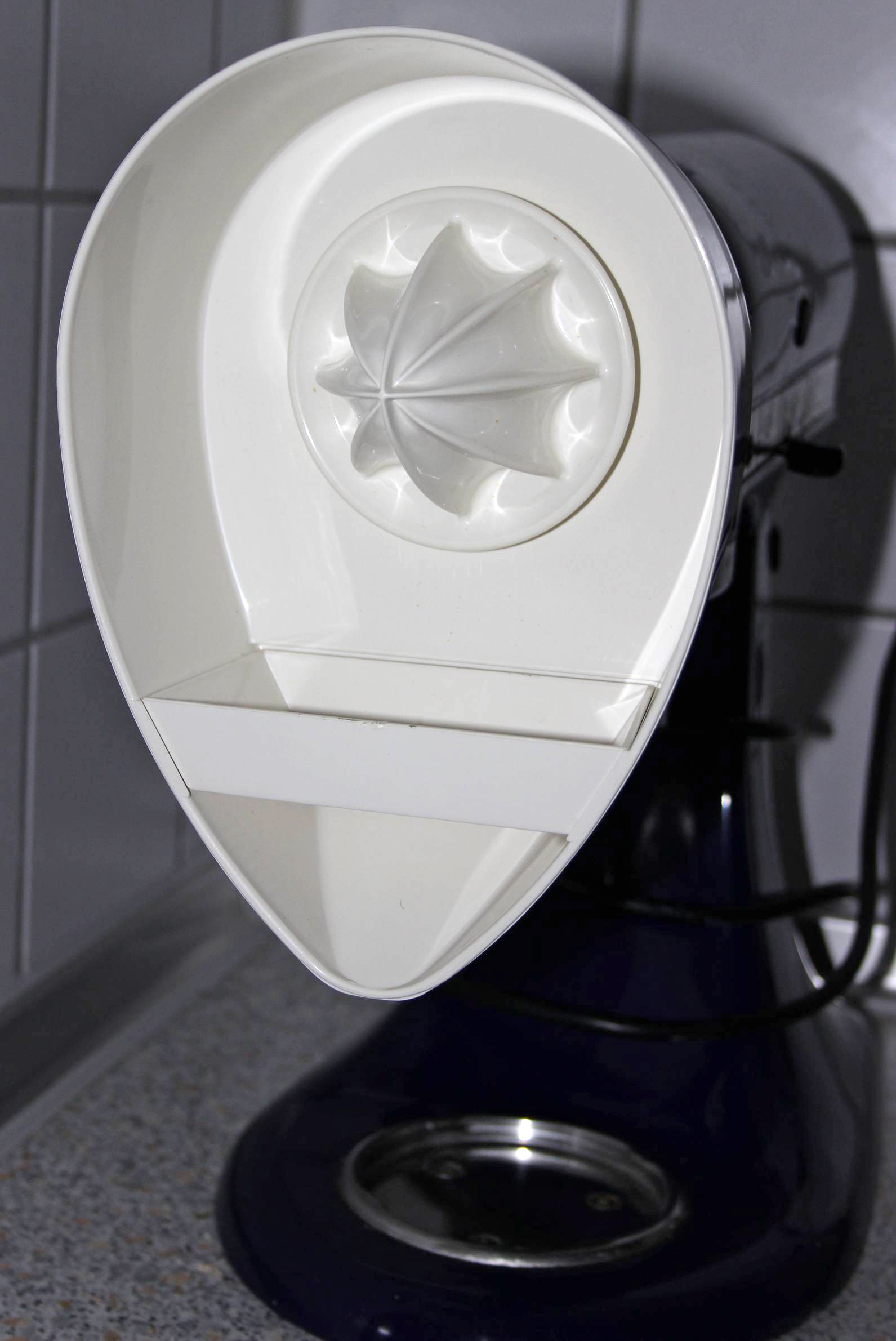
Zitruspresse für die Küchenmaschine KitchenAid

Eine Zitronenpresse ist ein Küchengerät zum Herauspressen von Saft aus Zitrusfrüchten wie Zitronen oder Limetten. Vielseitiger einsetzbar ist die Zitruspresse, mit der sich, oft mittels auswechselbarer Kegel, auch größere Früchte wie Orangen, Grapefruits und Pampelmusen auspressen lassen. Auch dieses Gerät basiert aber auf dem wesentlich älteren Prinzip der Zitronenpresse.
Das Fruchtfleisch der Zitrusfrüchte hat einen sehr hohen Wassergehalt. Der Fruchtsaft lässt sich aus den nur von dünnen Häuten umschlossenen Segmenten und den Saftschläuchen schon mit geringem Druck leicht herausquetschen. Deshalb kann man Zitronensaft auch einfach gewinnen, indem man die hälftig aufgeschnittene Zitrone von Hand ausdrückt. Ergiebiger ist es jedoch, dazu eine Zitronenpresse zu benutzen.
Zitronensaft wird weltweit zum Kochen und zur Herstellung von Getränken benutzt. In Europa wird er seit dem Mittelalter für viele Rezepte verwendet. Dennoch wurden Zitronen lange Zeit nur von Hand ausgedrückt. Zitronenpressen lassen sich erst für das frühe 18. Jahrhundert nachweisen. Seither sind verschiedene Modelle mit unterschiedlichen Funktionsprinzipien entwickelt worden, die aus einer Vielzahl verschiedener Materialien hergestellt werden. Je nachdem, ob die Zitronenpresse für den Haushalt oder für die Gastronomie bestimmt ist, finden sich kleine handliche Modelle, die jedoch einen höheren Kraftaufwand verlangen, sperrigere Modelle, die mit wenig Kraftaufwand bedient werden können, oder elektrisch betriebene Pressen.

## Geschichte

### Frühe Zitronenpressen

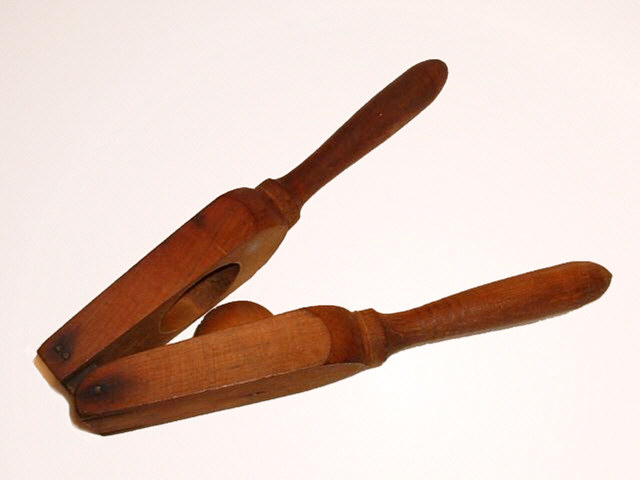
Historische sizilianische Zitronenpresse aus Holz

Die ältesten bekannten Zitronenpressen wurden in der türkischen Stadt Kütahya aufgefunden und stammen aus dem ersten Viertel des 18. Jahrhunderts. Diese Keramikpressen im typischen Stil türkischer Töpferarbeiten des 18. Jahrhunderts weisen eine oberflächliche Ähnlichkeit zu heute üblichen Geräten mit Presskegel auf, sind aber anders konstruiert. Der Presskegel ist hohl und an der Basis perforiert. Im Innern enthält er eine Säule, die in einem Loch am Boden der Presse endet. Aufgrund dieses Aufbaus fließt erst dann Saft durch den Boden, wenn der Saftpegel eine bestimmte Höhe erreicht hat und über den Rand des innerhalb des Kegels liegenden Zylinders fließen kann. Derartige Exemplare wurden nicht massenweise produziert, sondern waren Spezialanfertigungen zur einfacheren Zubereitung des damals beliebten zitronensafthaltigen Getränks Sherbet. Eine weitere erhaltene türkische Zitronenpresse stammt aus dem Jahr 1741. Zitronen wachsen zwar nicht von Natur aus in der Nordtürkei, wurden aber im 17. und 18. Jahrhundert in großen Mengen nach Konstantinopel importiert.
Im 18. Jahrhundert waren Pressen für Zitronen auch in Europa in Gebrauch. Diese funktionierten vermutlich überwiegend nach dem Modell von Kartoffelpressen: zangenartige Geräte, die, wie moderne Knoblauchpressen, die Früchte mit einem Stempel in einen Zylinder mit Löchern drücken, aus denen der Saft herausrinnt. Der Schriftsteller Jean Paul erwähnt schon 1798 solche Zitronendrücker: „… ich sage, wenn ihr nicht an jeder Stundentraube die Minutenbeere auskeltertet wenigstens mit einigen Zitronendrückern – – – was würde denn am Ende daraus werden?“
Vermutlich gebrauchte man aber nicht unbedingt speziell angefertigte Zitronendrücker, sondern benutzte auch einfach die vorhandenen Kartoffelpressen für Zitronen. Dies legt ein Zitat aus Die Käserei in der Vehfreude von Jeremias Gotthelf aus dem Jahr 1850 über die Kunden etwas zweifelhafter reisender Händler nahe: „Diesen armen Teufeln ergeht es oft an solchen Märkten wie den Zitronen zu S. im B.: dort werden sie nämlich zu drei verschiedenen Malen zu Punsch gepreßt, das erste Mal mit dem Daumen, das zweitemal mit der Faust, das drittemal mit einem Erdäpfeldrücker.“ Dieses Zitat beschreibt anschaulich, dass das mechanische Auspressen dem Ausdrücken von Hand letztlich überlegen ist.
In England erfuhren Zitronenpressen erst in der zweiten Hälfte des 19. Jahrhunderts weite Verbreitung, in Frankreich wahrscheinlich noch später, wofür spricht, dass sie nicht in Wörterbüchern erwähnt wurden.

### Mechanisierung im 19. Jahrhundert

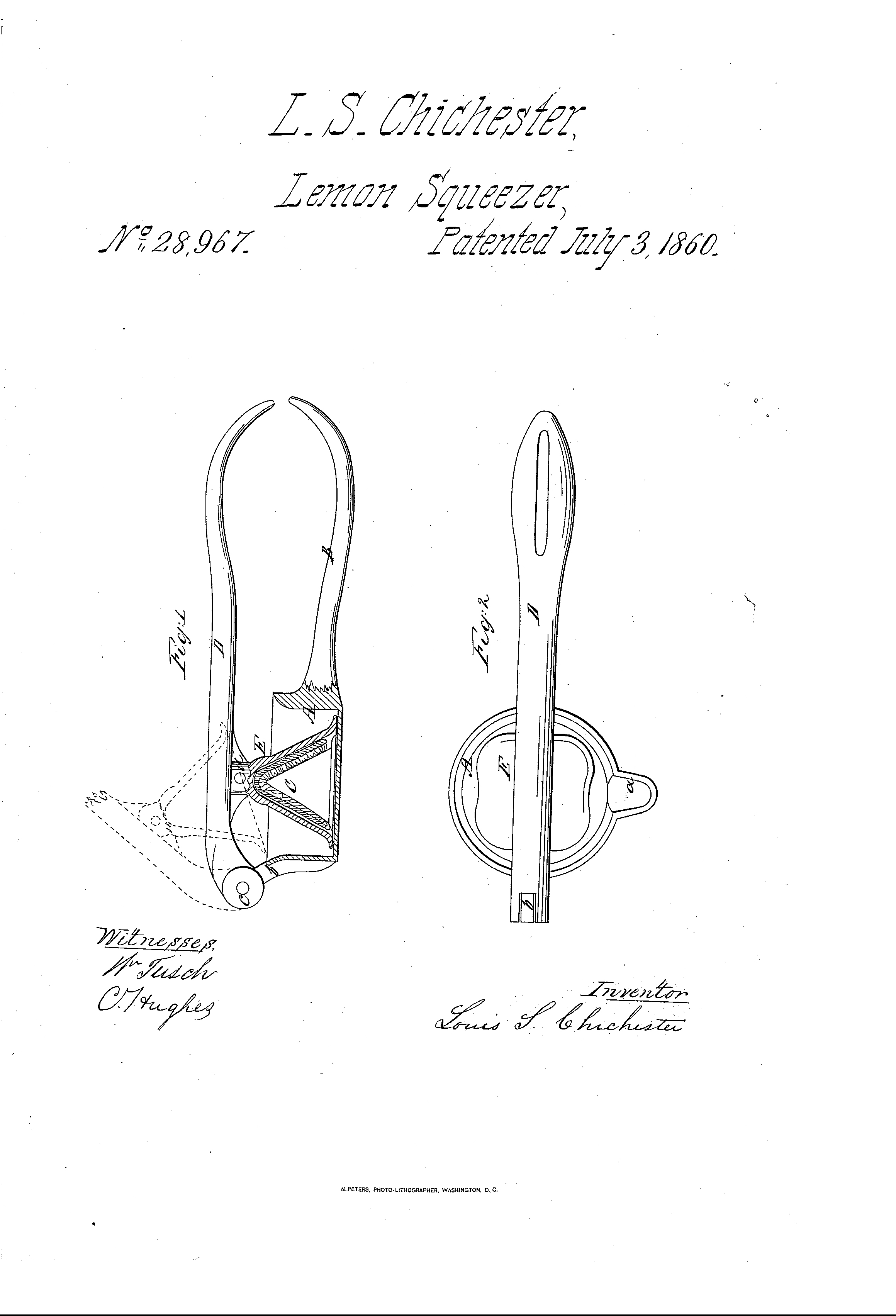
Patent von L.S. Chichester, 1860, ältestes US-Patent für eine Zitronenpresse

Ende des 19. Jahrhunderts wurde eine große Zahl von Patenten auf neuartige Zitronenpressen angemeldet. Bis heute (Juni 2007) verzeichnet das United States Patent and Trademark Office über 200 Patente für Zitronenpressen, der überwiegende Teil dieser Patente wurde zwischen 1880 und 1910 angemeldet. Das älteste US-Patent wurde von Lewis S. Chichester am 3. Juli 1860 angemeldet. Es handelte sich um ein zangenförmiges Modell aus Gusseisen. Nach der Patentbeschreibung war das Modell von Chichester gegenüber den herkömmlichen Pressen mit weniger Kraftaufwand zu bedienen.
Ein vergleichbares hölzernes Gerät wird seit 1857 unter Studenten des Trinity College in Connecticut weitergegeben. Ursprünglich ein Utensil für die Zubereitung von Punsch, etablierte William W. Niles, später Bischof von New Hampshire, den Brauch, jeweils am „Class Day“ den Lemon Squeezer an den vielversprechendsten Folgejahrgang weiterzugeben. Es entwickelten sich daraufhin Kämpfe und Rivalitäten um die Auszeichnung, der Lemon Squeezer wurde in der Folge mehrfach geraubt, so dass inzwischen mehrere angeblich originale Geräte im Umlauf sind. Heute kommt die aktuellste Version der Zitronenpresse nur zum Einsatz, wenn der Hochschulpräsident während der Einberufung der Studierenden eine Zitrone auspresst, um auf den ankommenden Jahrgang anzustoßen.
Die um die Jahrhundertwende des 19./20. Jahrhunderts eingereichten Patente zeigen eine Vielzahl verschiedener Funktionsprinzipien. Sie reichen vom kleinen Modell für die Benutzung bei Tisch, mit dem sich einzelne Zitronenschnitze über einem Glas oder Gericht ausquetschen lassen, bis hin zur mechanisch aufwändigen Apparatur, die mit Schraubzwingen fest am Küchentisch oder einer Theke befestigt wird. Auffällig ist dabei, dass fast alle diese Patente lediglich Druck auf die Zitrone beziehungsweise die Zitronenhälfte ausüben, ohne dass die Zitronenhälfte dabei gedreht würde. Die Patente variieren vor allem in den verschiedenen Mechanismen, auf welche Weise dieser auf die Frucht einwirkende Druck erzeugt wird. Dabei machte man sich meist die Hebelwirkung oder die Presswirkung von Spindelpressen zunutze. Wie groß der Anteil der tatsächlich jemals für den Markt produzierten Geräte unter diesen Patenten war, lässt sich nicht mehr nachvollziehen.

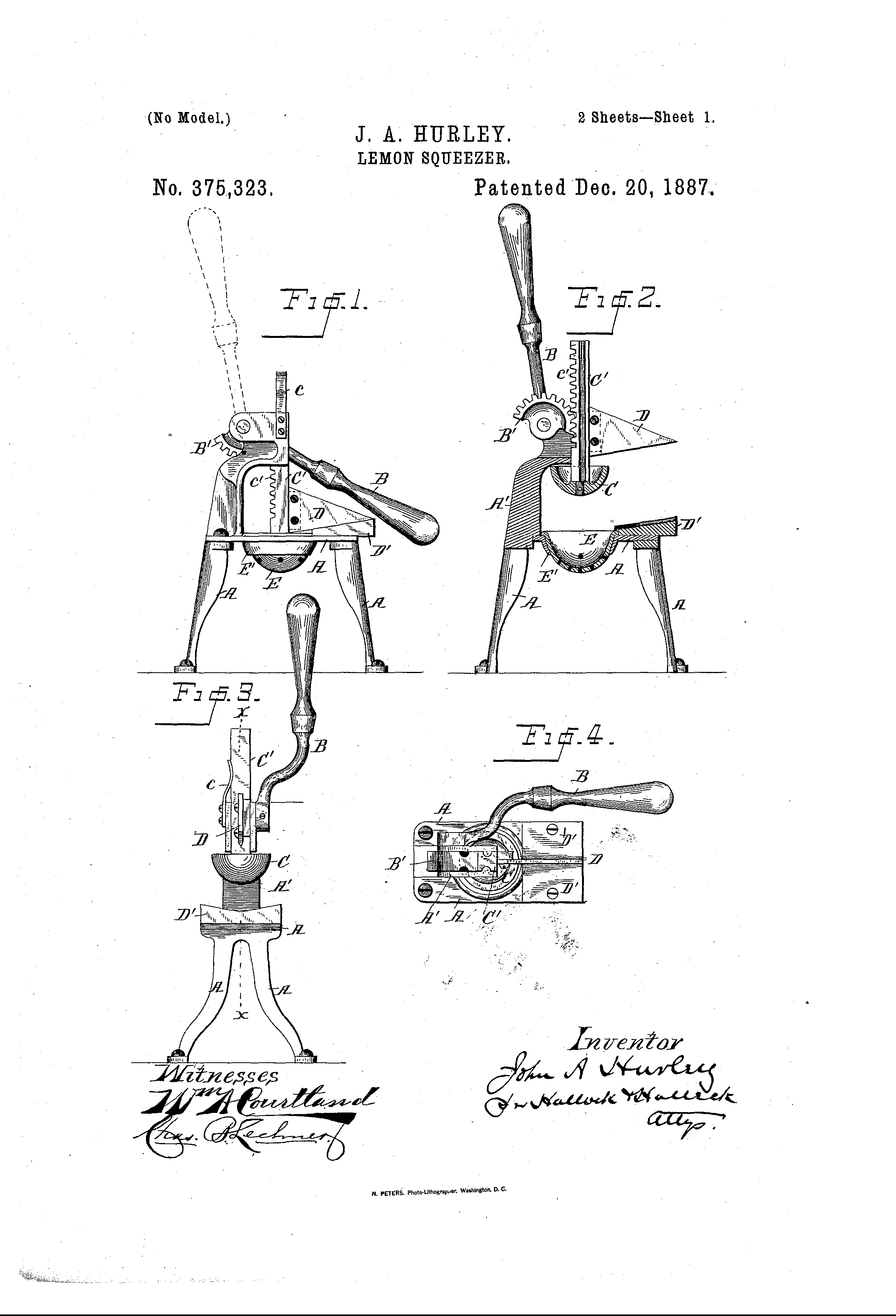
US-Patent für eine Zitronenpresse von Hurley, 1887
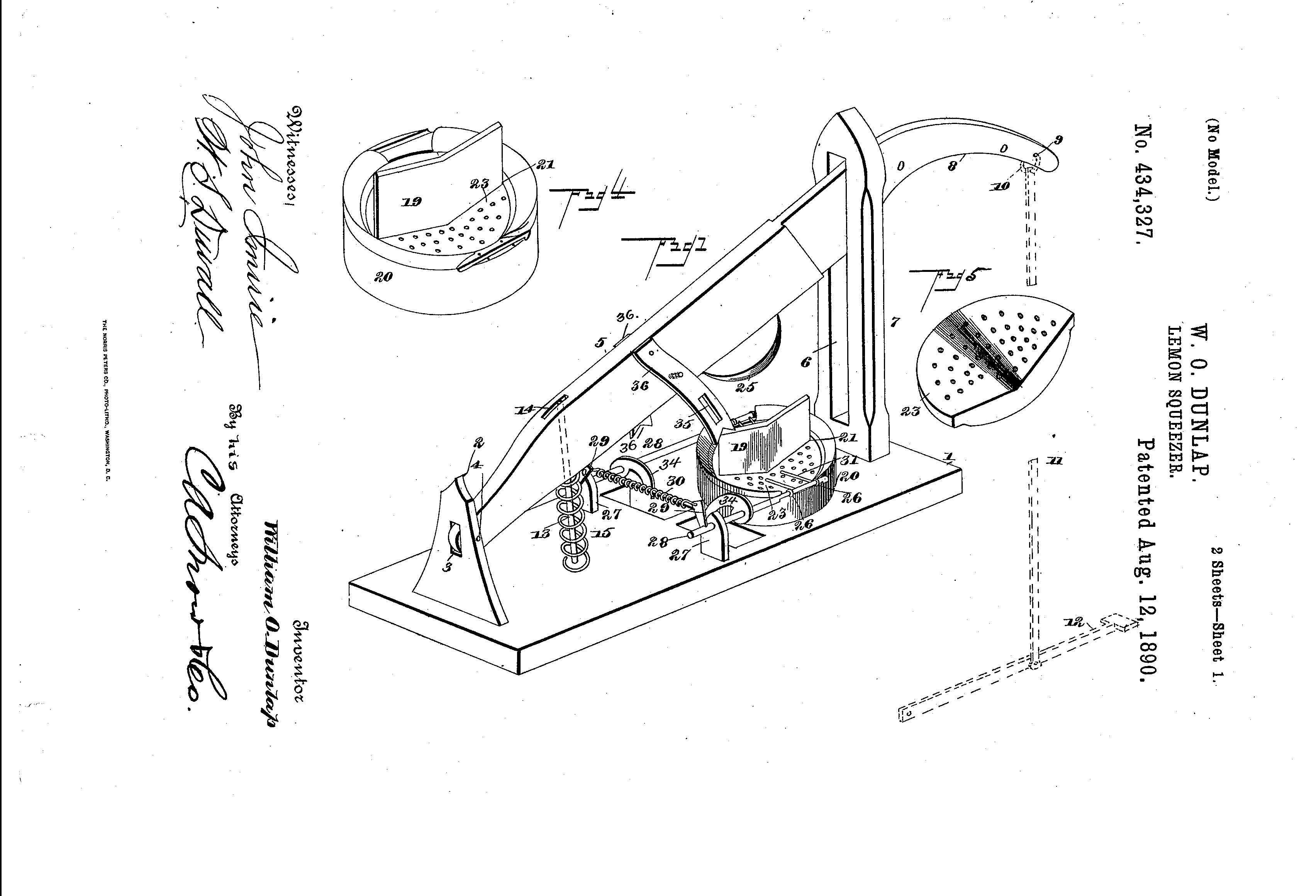
Dunlap, 1890
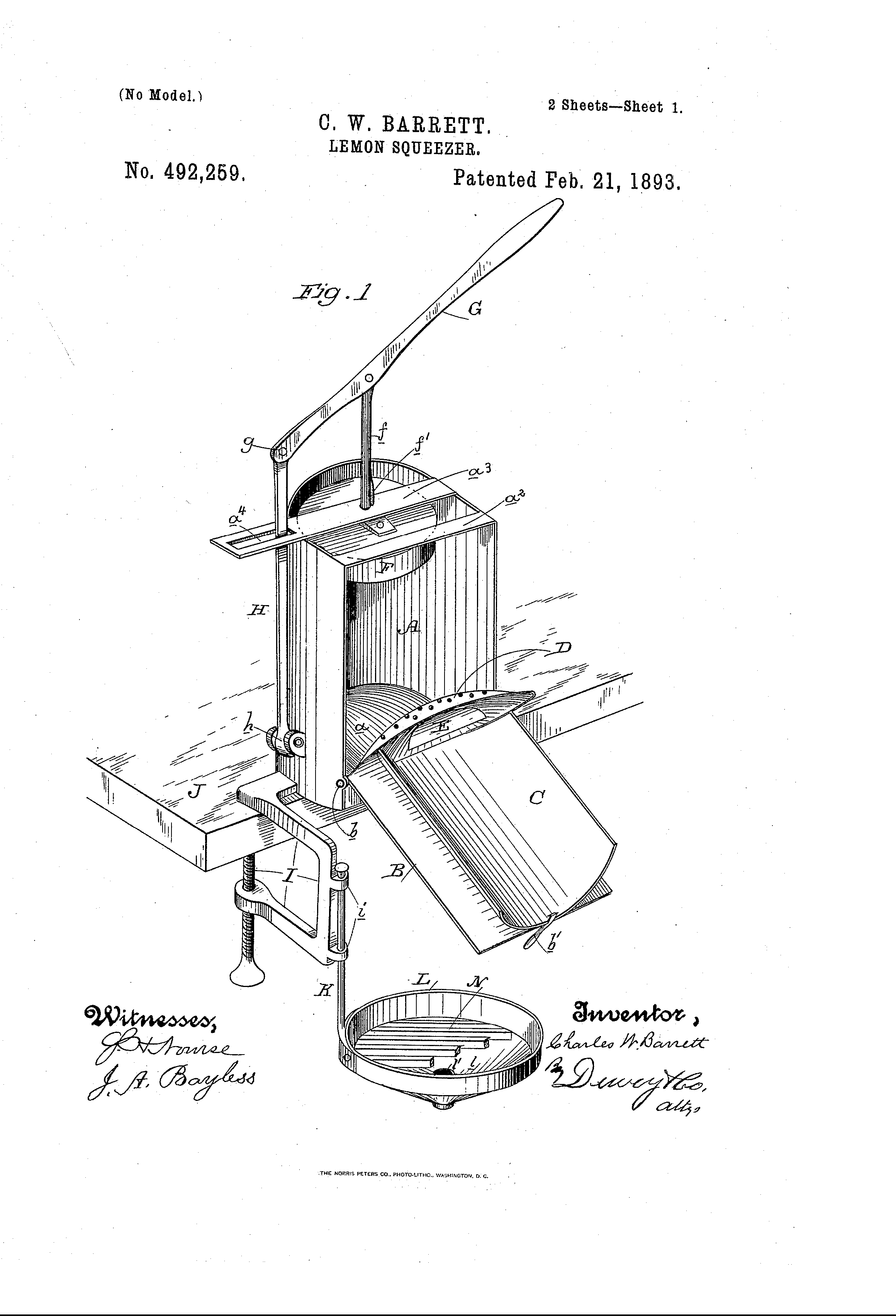
Barrett, 1893
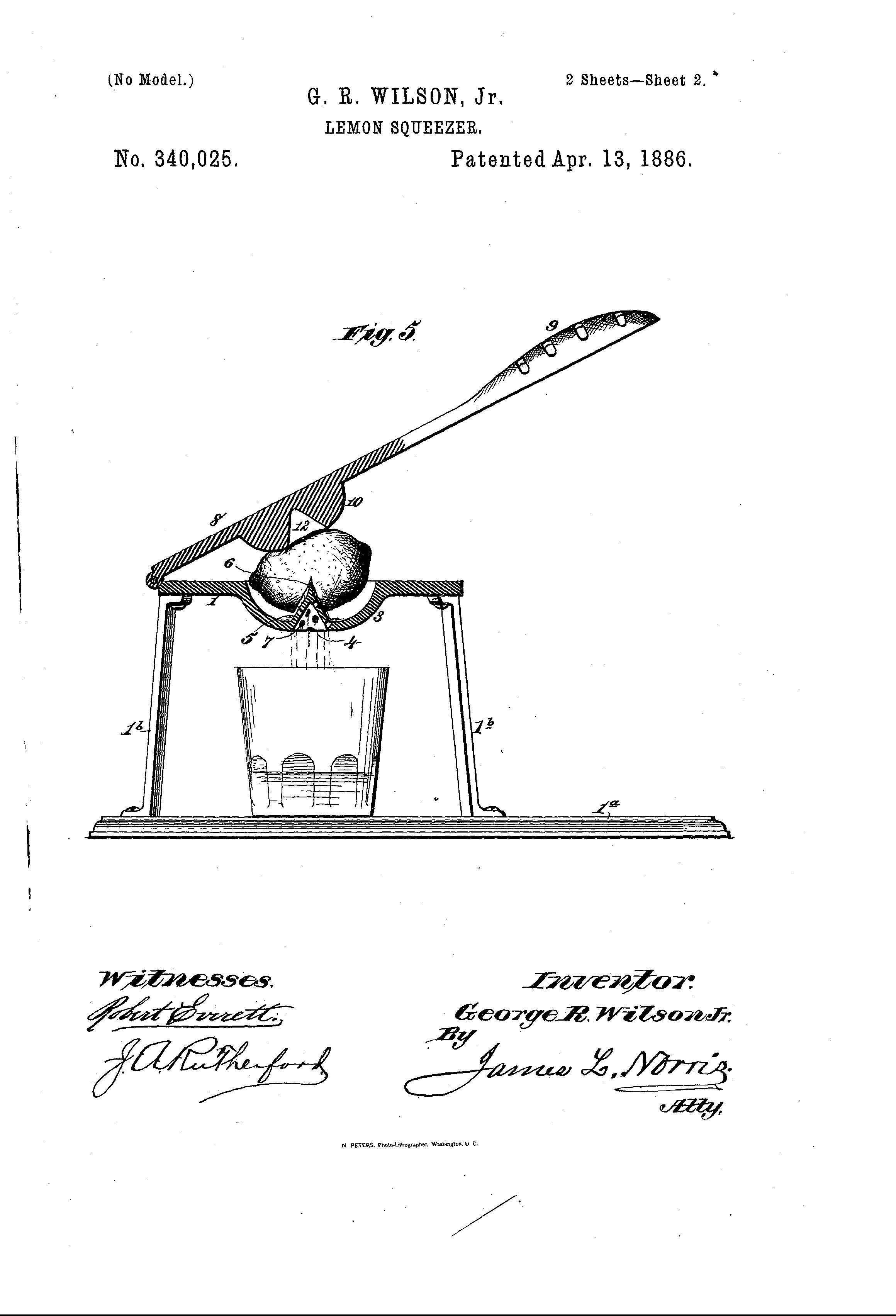
Wilson, 1886
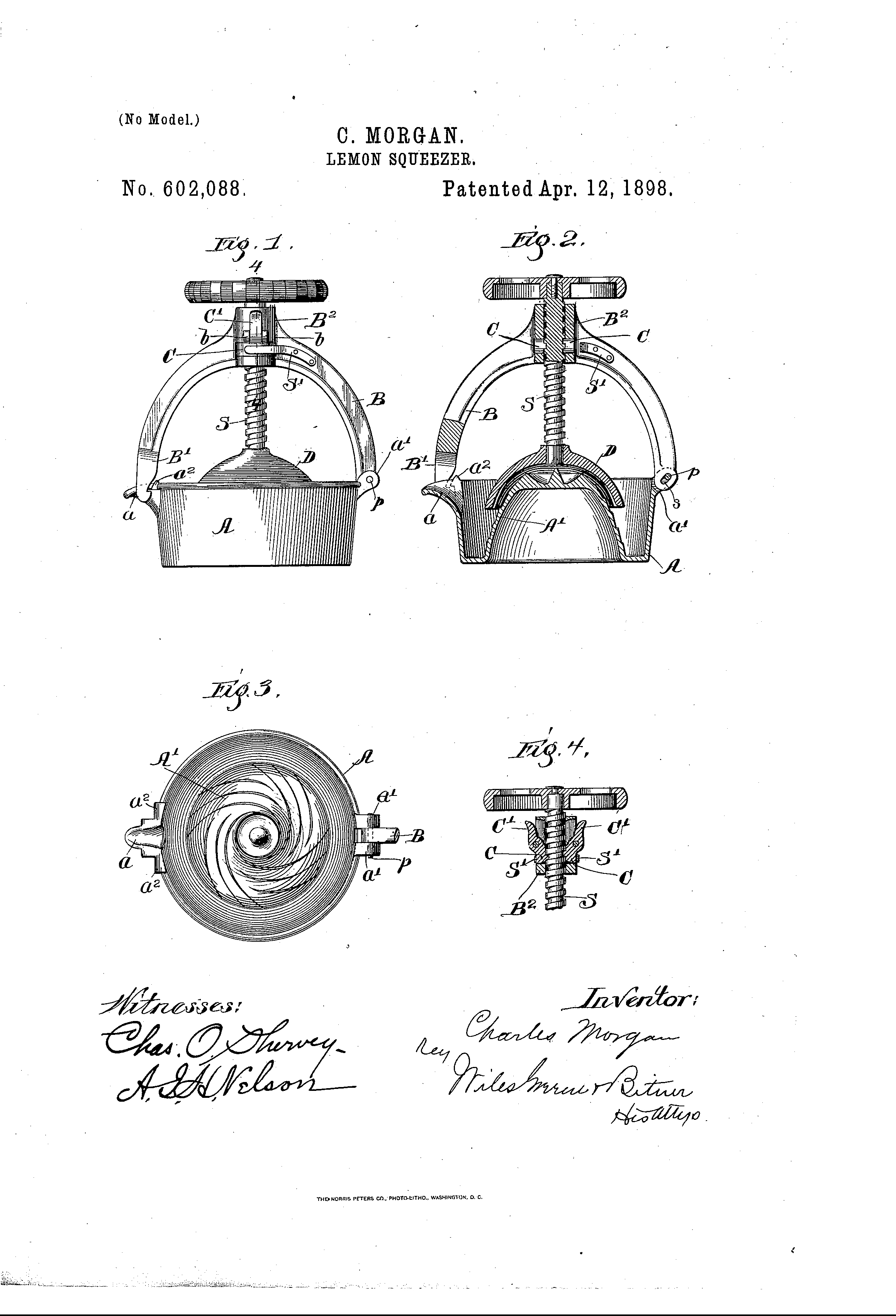
Morgan, 1896
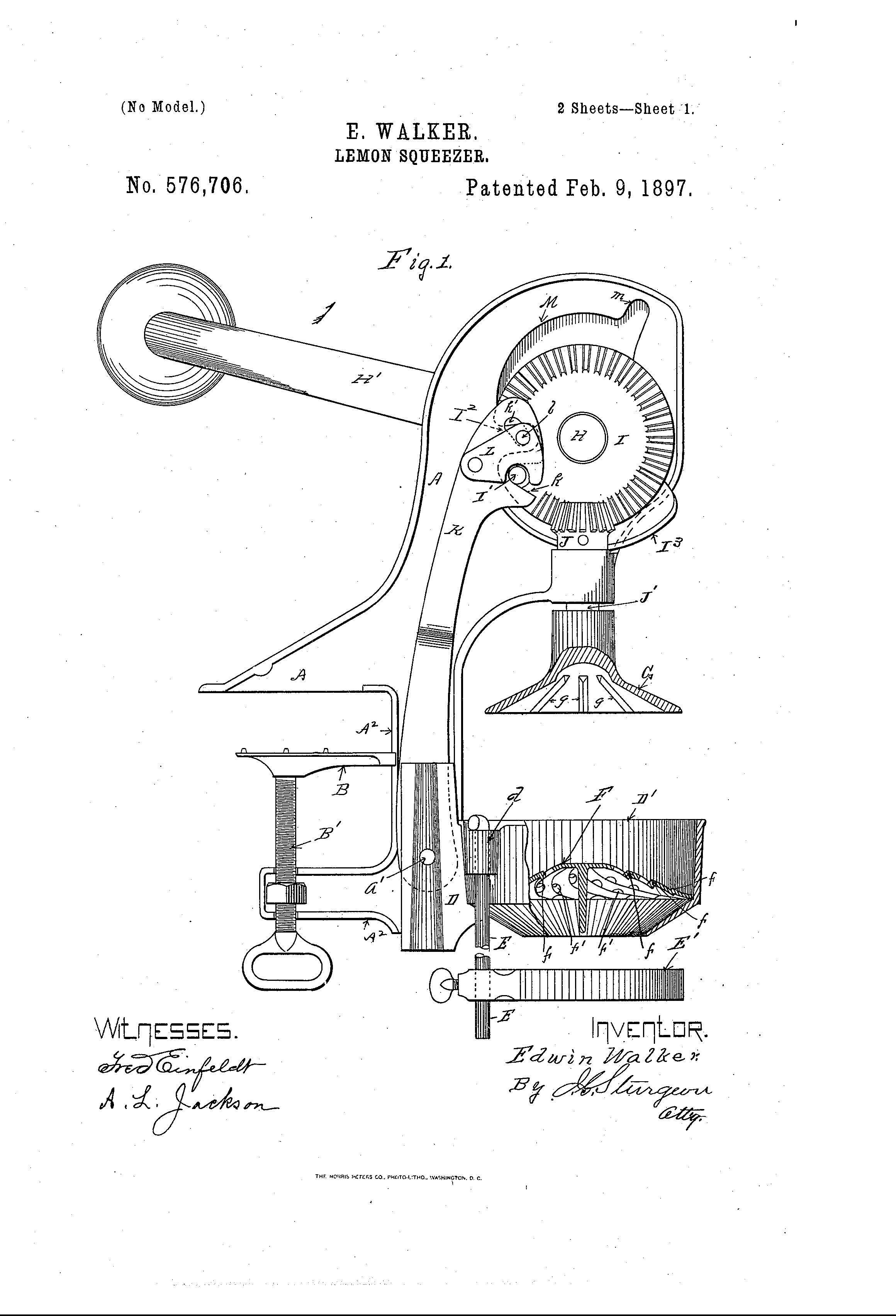
Walker, 1897
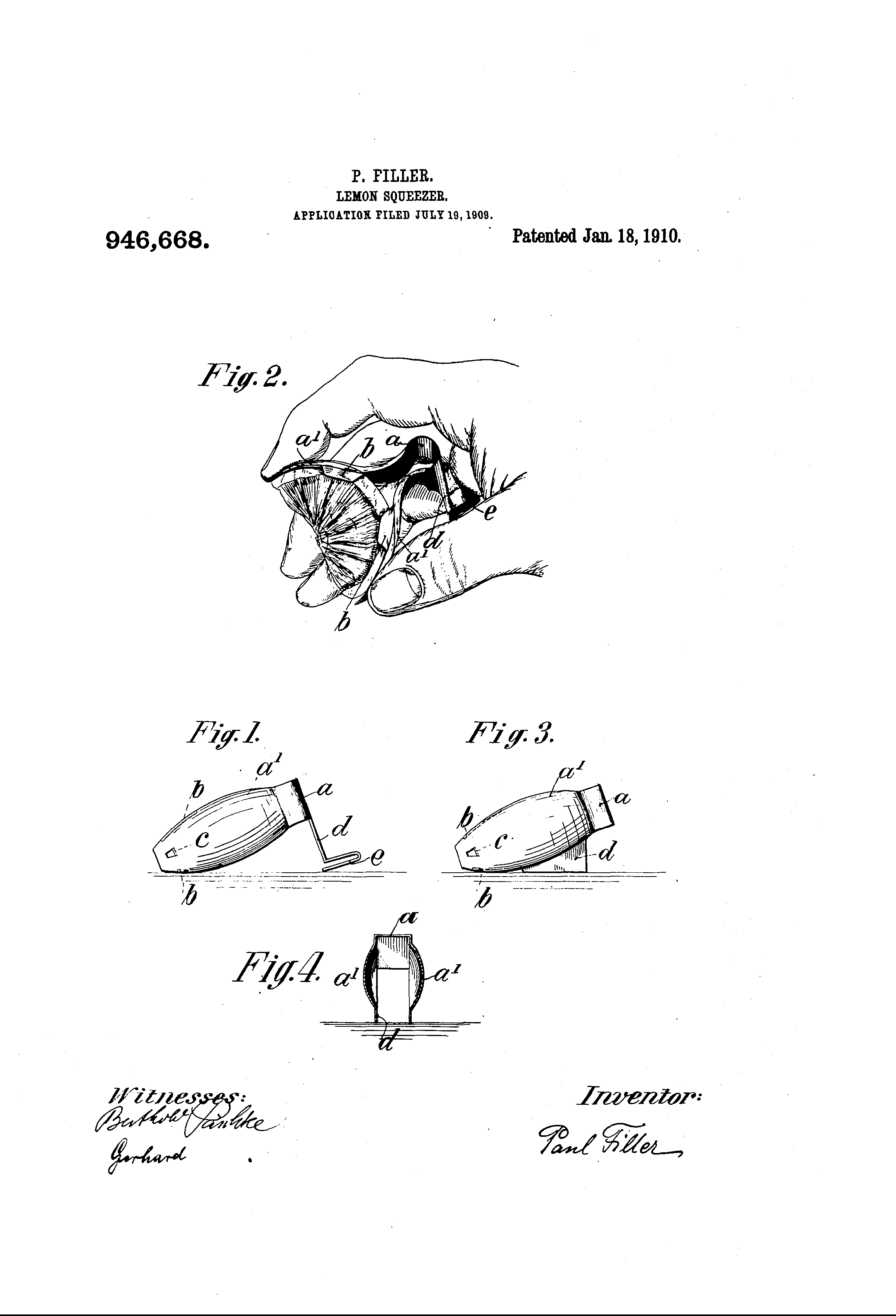
Filler, 1910
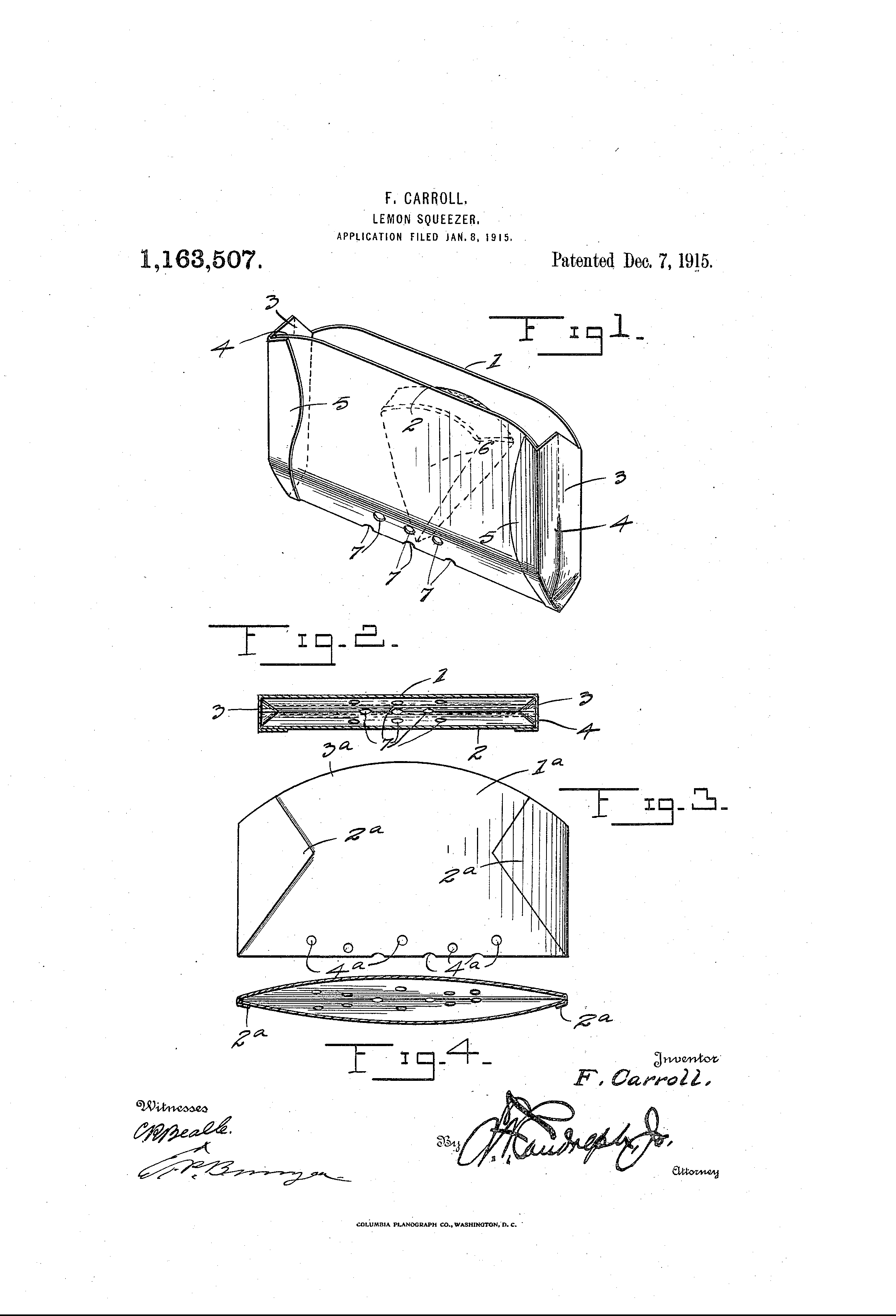
Carroll, 1915

### Zaksenberg Hadarit

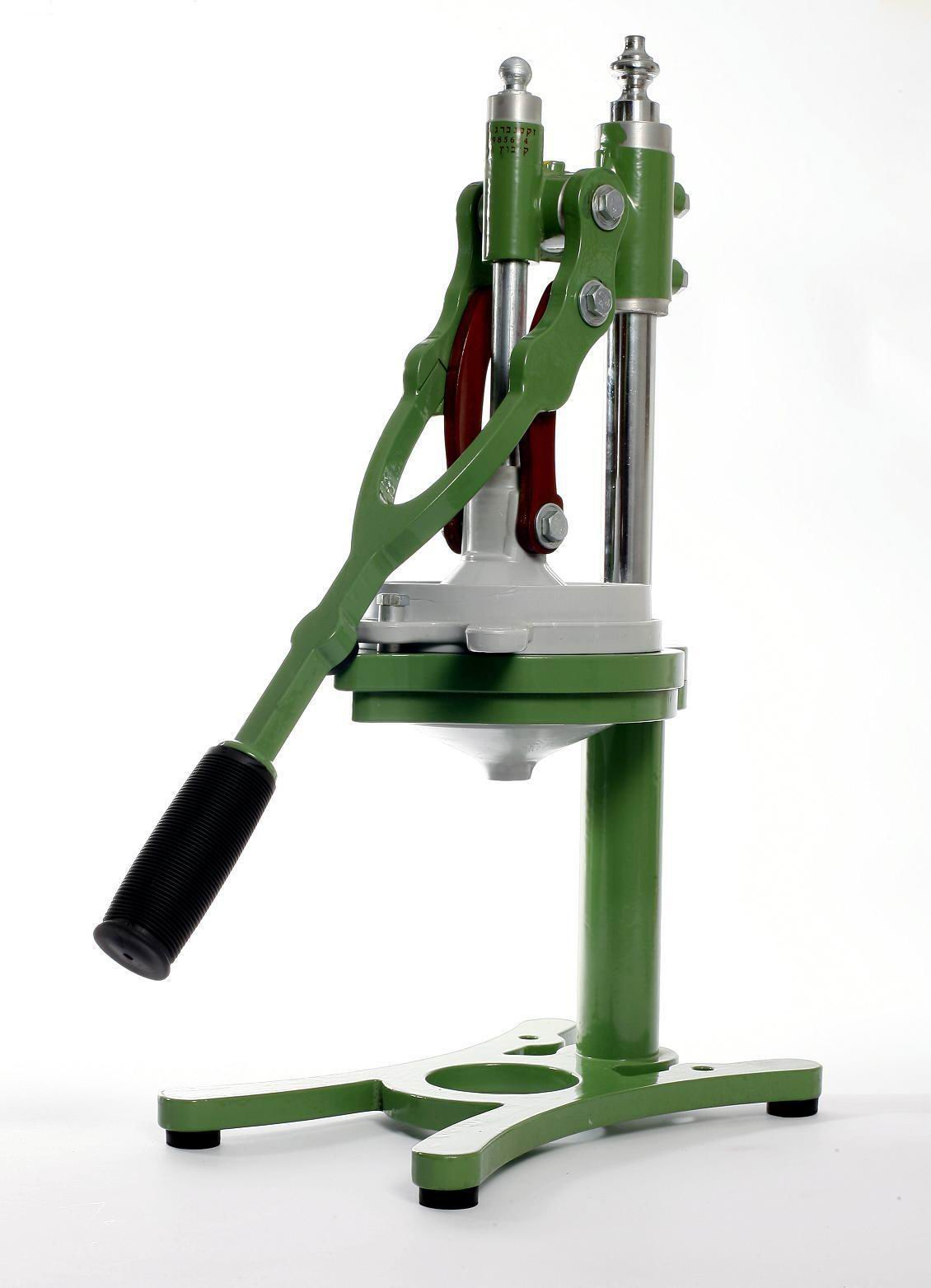
Zaksenberg Hadarit

Eine in der Gastronomie weltweit verbreitete Zitrus-Hebelpresse ist die im Jahr 1929 von Rabbi Isaac Zaksenberg entwickelte Hadarit. Das über 9 kg schwere Gerät aus Stahl und Polyamid wird bis heute in Israel hergestellt.

### Das „Ei des Columbus“ – Zitronenpressen aus Pressglas

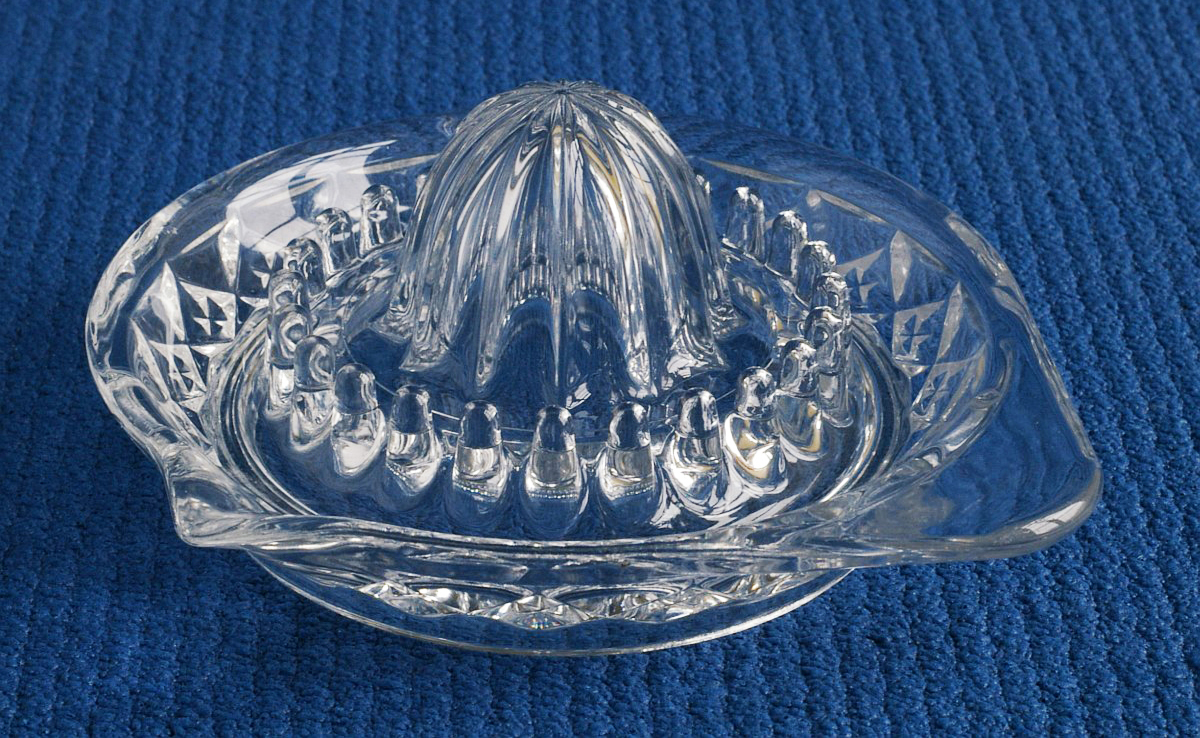
Zitronenpresse aus Pressglas

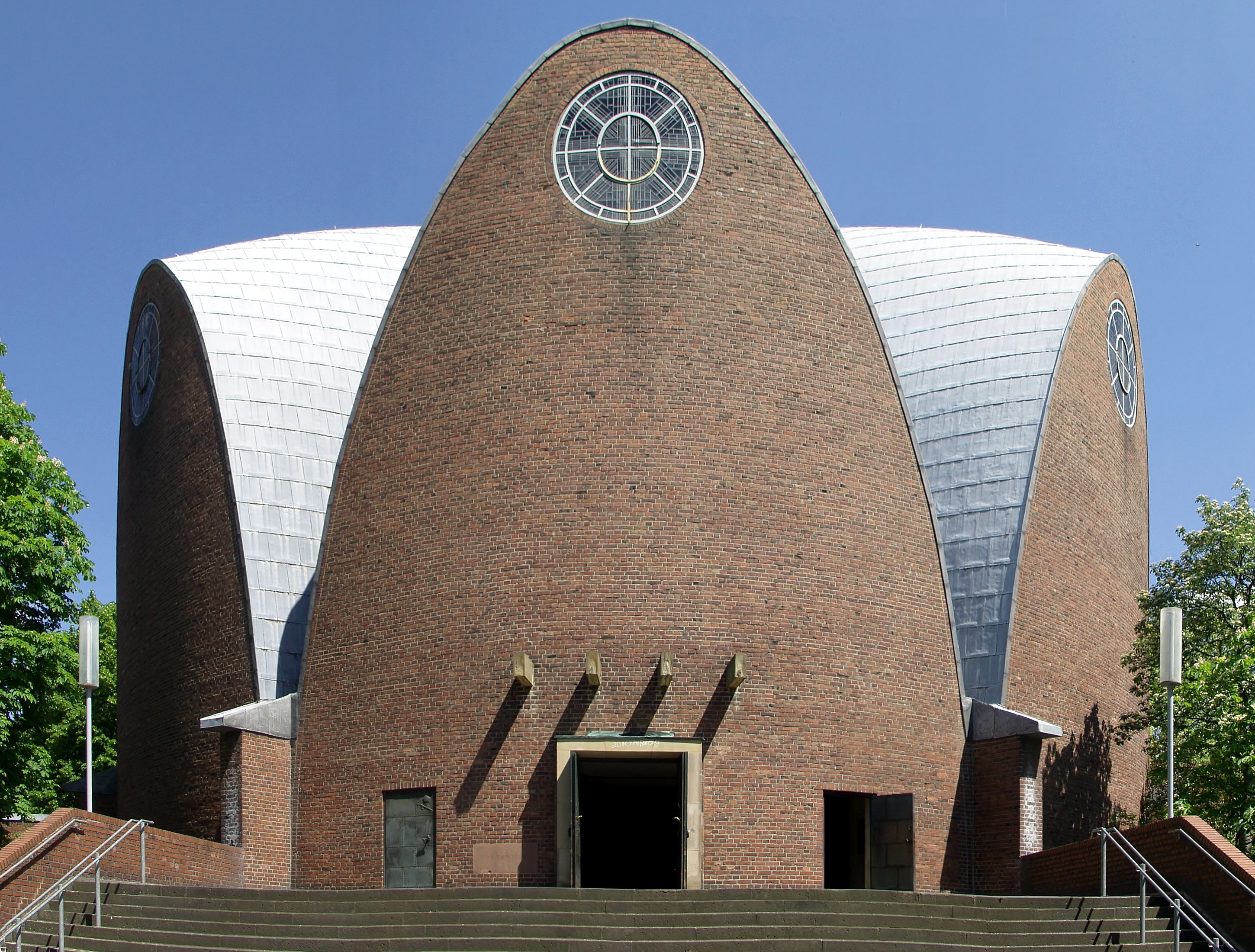
St. Engelbert in Köln, erbaut 1930–1932

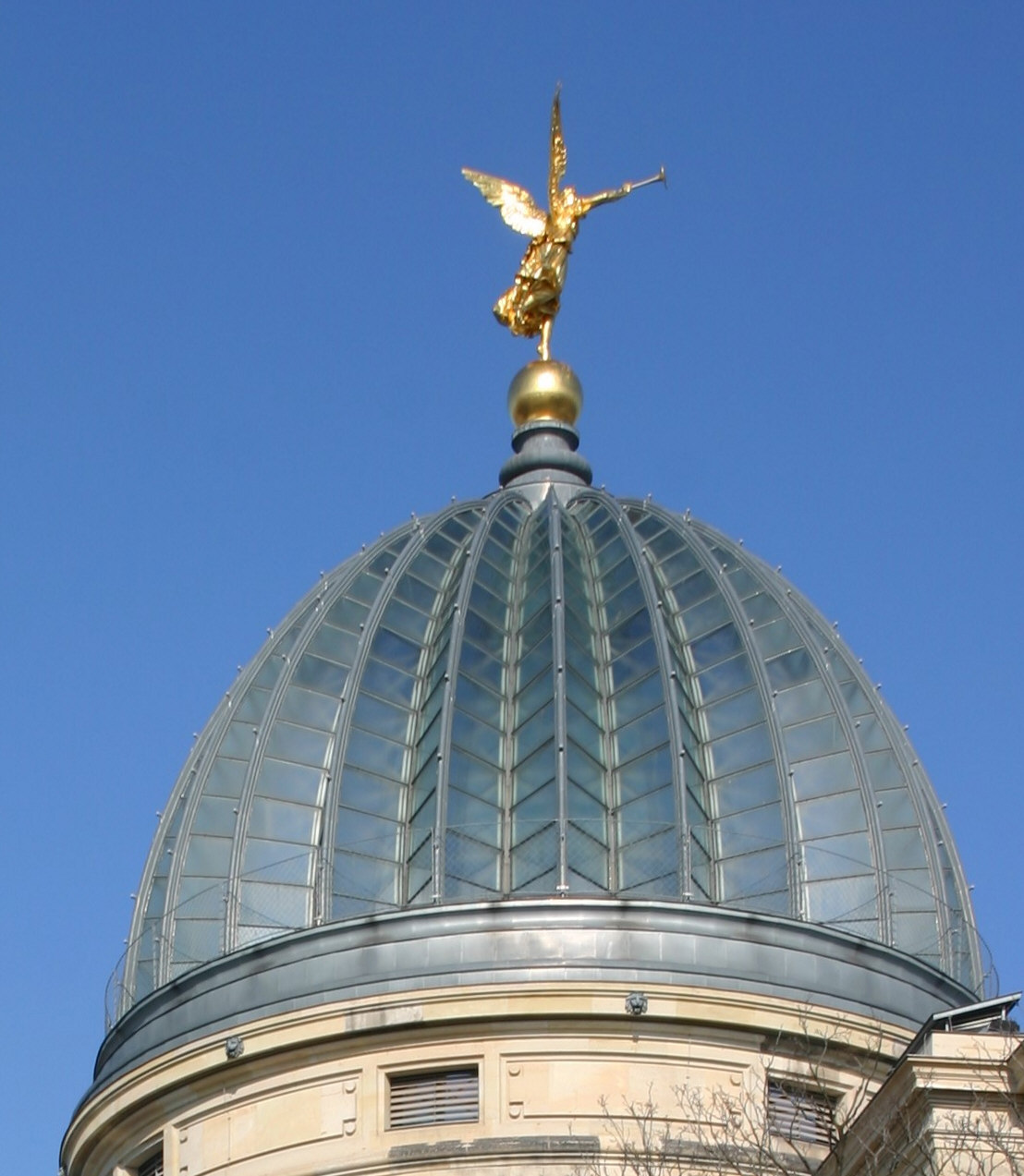
Die Kuppel der Kunstakademie Dresden wird ihrer Form wegen „Zitronenpresse“ genannt.

„Dann sprachen sie noch über die Zitronen-Presse aus Glas, das ‚Ei des Columbus‘, wie er es nannte. Das heißt, er sprach, und sie gähnte innerlich, verständnisvoll und teilnehmend. ‚Wenn man bedenke, in früheren Zeiten, schrecklich. Den Daumen-Krampf konnte man bekommen, und der halbe Saft blieb in der Zitrone sitzen, und die unnötigen Kerne waren im Glase. Jetzt aber, mit der gläsernen Zitronen-Presse für 50 Heller, der Saft rinnt dir wie ein klares Bächlein in die untere Rinne, während die unnötigen Kerne in der oberen Rinne liegen. Die Schale selbst aber ist innen trocken wie die Wüste Gobi. Jetzt erst könnte ein Wucherer und eine Kokotte sagen: ‚Ich habe ihn ausgepresst wie eine Zitrone!‘“ lässt Peter Altenberg in der 1900 veröffentlichten Prosaskizze Flirt den Protagonisten zu seiner Angebeteten sagen und beschreibt damit eindringlich, dass die kleinen Zitronenpressen aus Pressglas, die gegen Ende des 19. Jahrhunderts als Küchengeräte für den Hausgebrauch aufgekommen waren, nicht nur bestechend einfach funktionierten, sondern auch preisgünstig und für jeden erschwinglich waren.
Im 1850 erstmals erscheinenden Kochbuch Das Hauswesen von Maria Susanne Kübler heißt es deshalb auch: „Um allen Saft aus einer Zitrone zu gewinnen, bricht man die abgeschälte Zitrone auseinander, macht in jedes Stück derselben der Länge nach einen Schnitt und preßt es aus. Macht man dagegen Querschnitte, so bleibt der größte Teil der Saftzellen unverletzt und man erhält folglich nur sehr wenig Saft. Neuerdings fehlt wohl auch in keinem Haushalte mehr die kleine gläserne vorzügliche Zitronenpresse.“ Dieses gläserne „Ei des Columbus“ war die erste Zitronenpresse außerhalb der Türkei, mit der man Zitronen nicht bloß ausdrücken, sondern durch die Drehbewegung der Zitronenhälfte auf einem geriffelten Kegel auch noch den letzten Safttropfen aus der Frucht herauspressen konnte. Im Grunde ist dieses Prinzip bis heute unverändert geblieben und verkörpert die sprichwörtliche Zitronenpresse, ein Begriff, der im übertragenen Sinne auch Gebäude wie die St.-Engelbert-Kirche des Architekten Dominikus Böhm in Köln-Riehl, die Kuppel der Kunstakademie Dresden von Constantin Lipsius, den Turmabschluss der Bethanienkirche von Zweck & Voigt in Leipzig, die Kuppel des Tempel der Göttlichen Vorsehung in Warschau oder die Filzhüte (Lemon Squeezer Hats) der Neuseeländischen Armee anschaulich beschreibt. Bis heute werden Zitronenpressen in Abwandlung dieses Urmodells aus verschiedenen Werkstoffen angefertigt.

## Funktionsweise

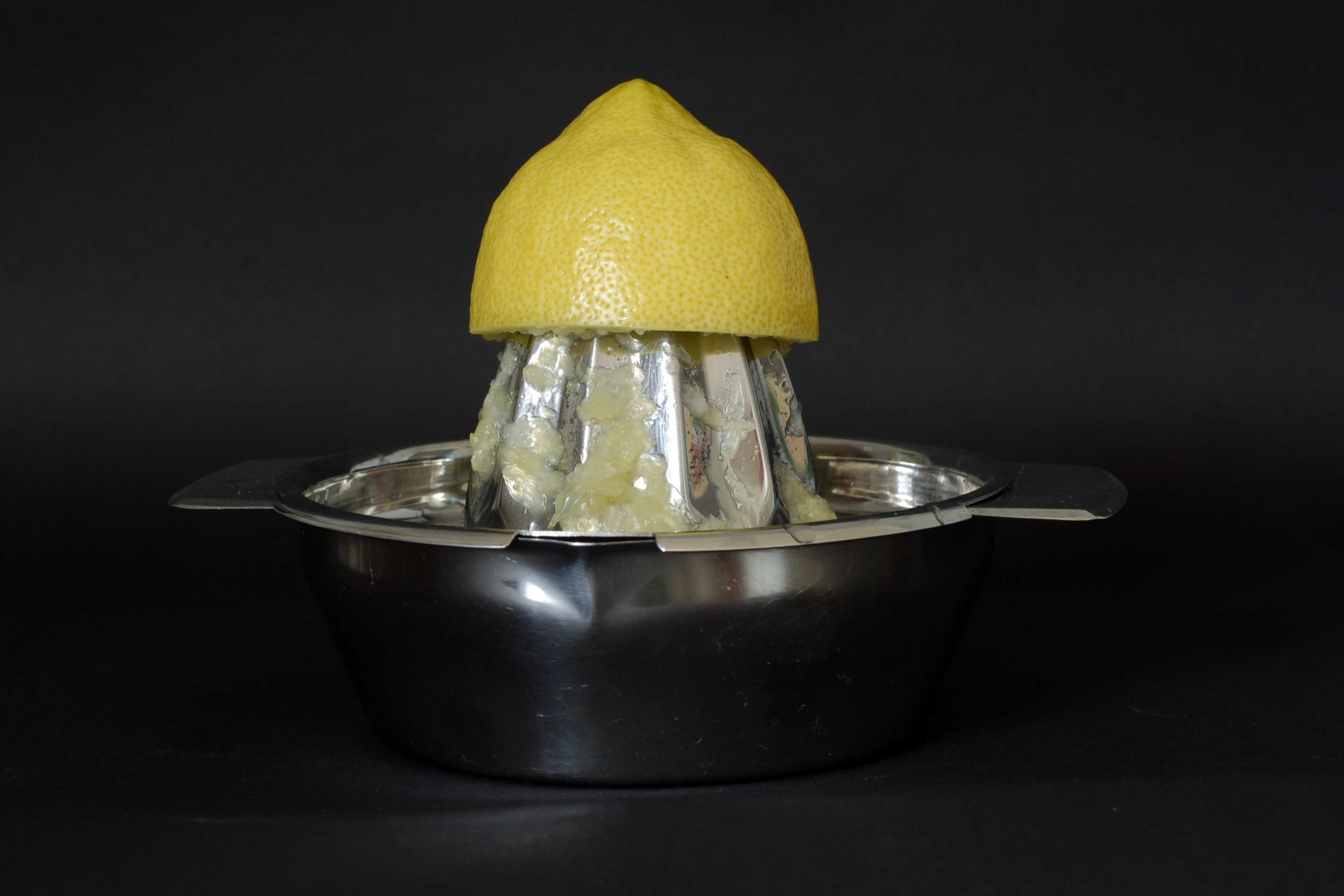
Edelstahl-Zitronenpresse mit Presskegel

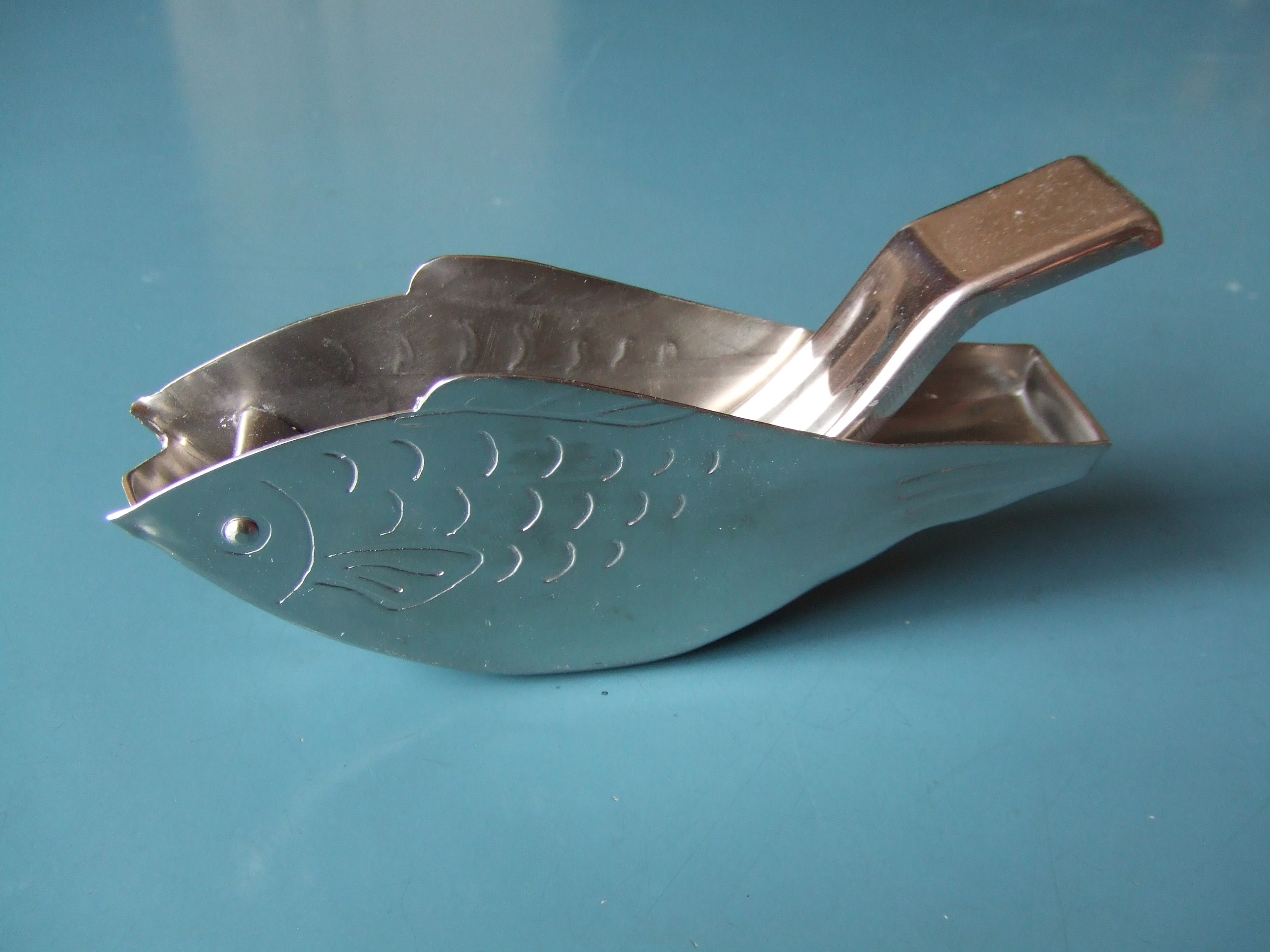
Presse in Fischform für Zitronenschnitze

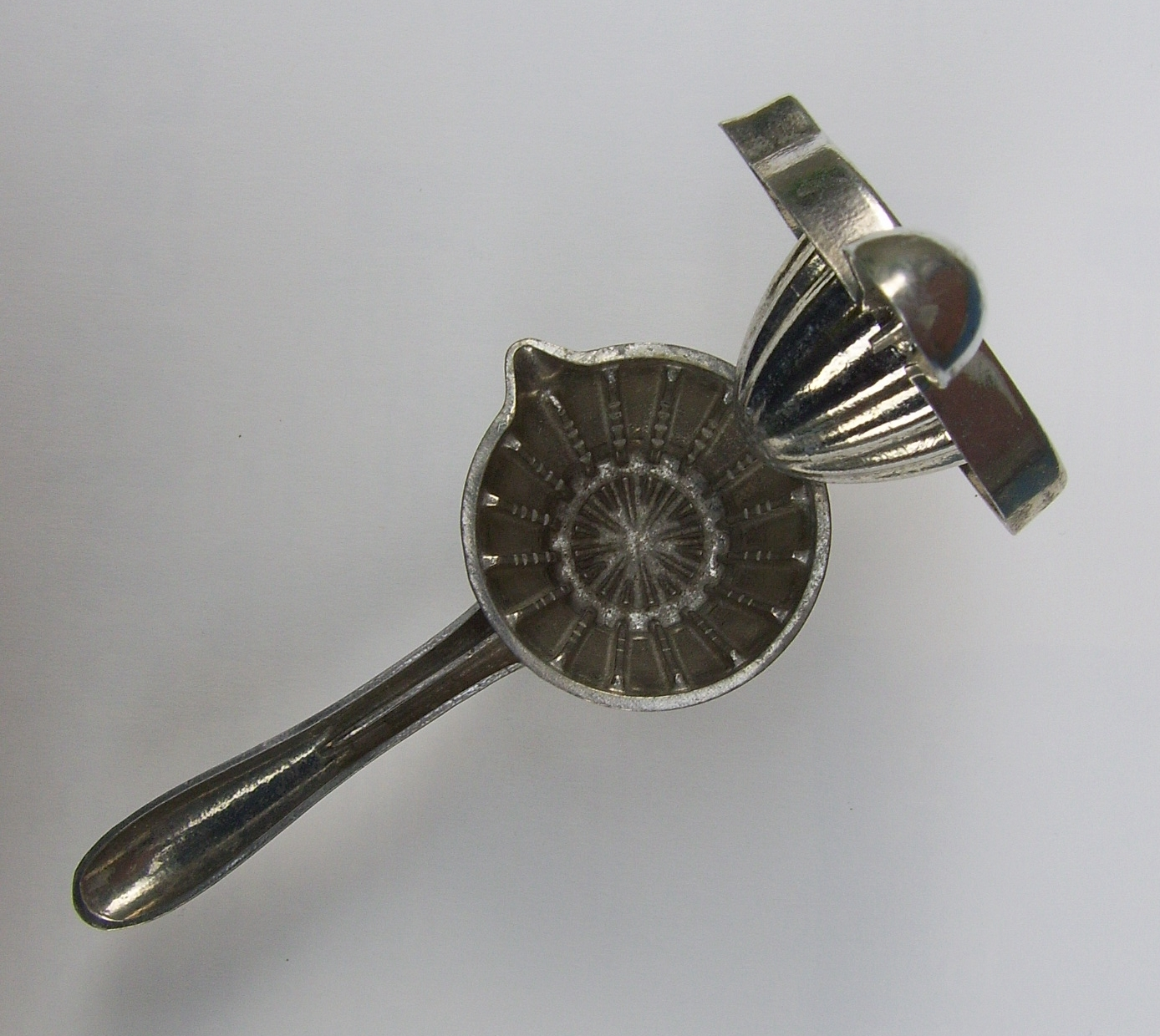
Zitronenzange Limona der Firma Westmark, ca. 1970

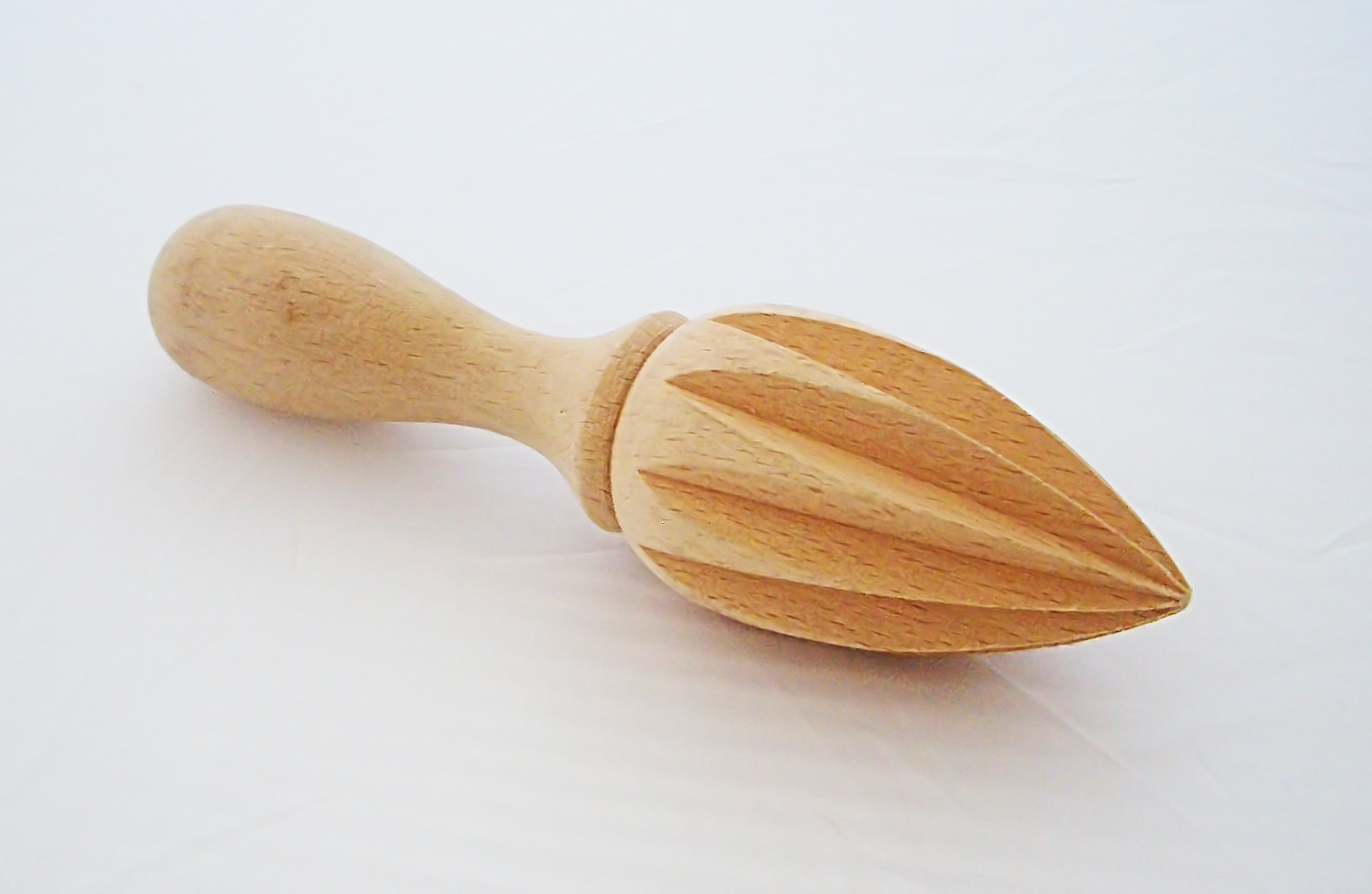
Hölzerner Presskegel

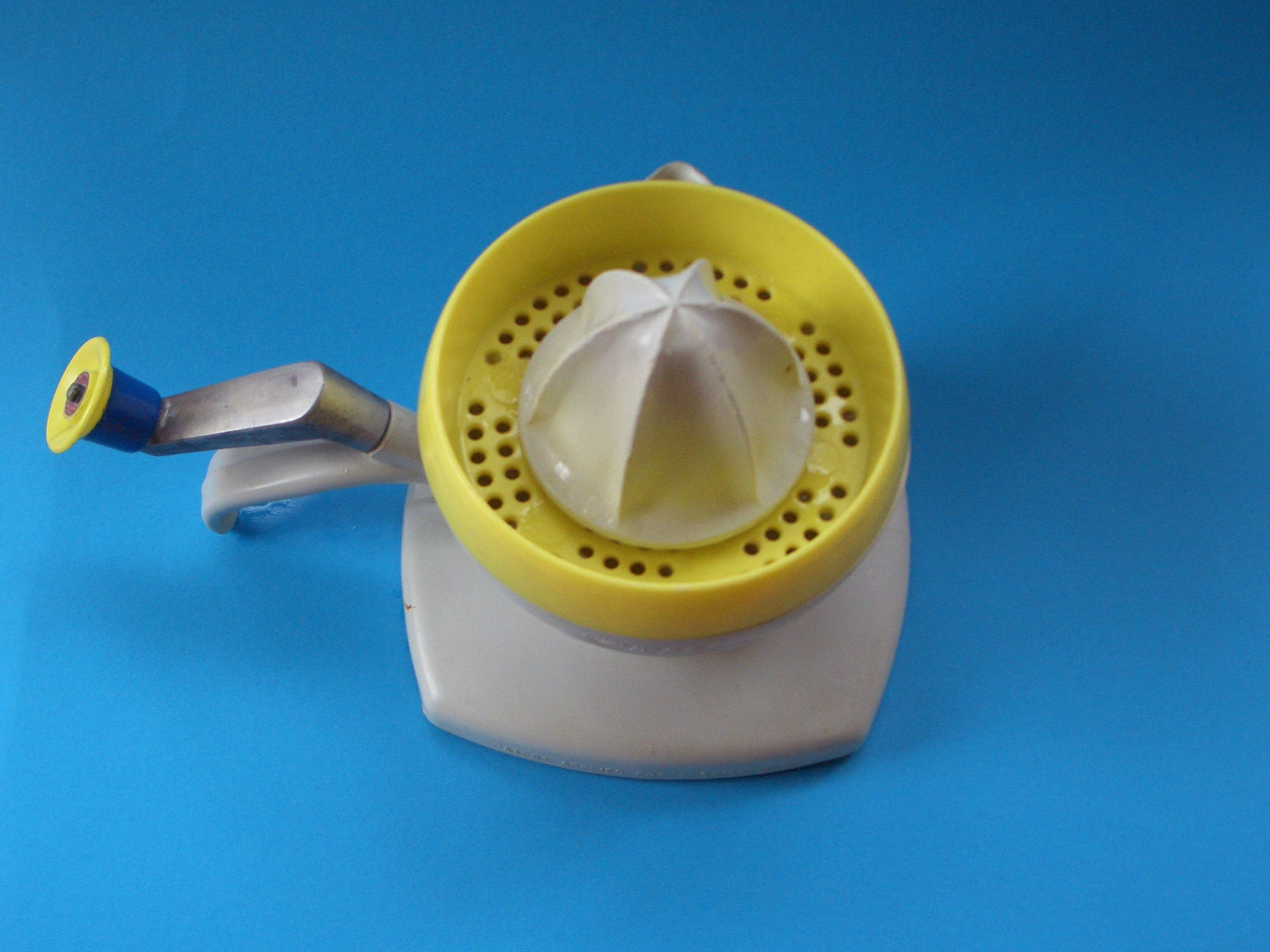
Zitronenpresse aus Kunststoff mit Handkurbel, ca. 1960

Grundsätzlich wird bei allen Zitronenpressenmodellen Druck auf die halbierte Frucht ausgeübt, so dass die den Saft in der Frucht haltenden Häute aufplatzen und der Saft herauslaufen kann. Die Zitronenpresse selbst muss diesem Druck standhalten, weshalb weiche, leicht verformbare Materialien ungeeignet sind. Weil der Zitronensaft sehr sauer ist, eignen sich auch nur säurebeständige Materialien. Je nach Modell wird die gesamte ungeschälte Frucht, eine Zitronenhälfte oder ein Zitronenschnitz gepresst.
Zitronenzangen oder -drücker, Hebelpressen und kleine Pressen für einzelne Schnitze produzieren Zitronensaft ausschließlich mithilfe des aufgewendeten Pressdrucks. Bei Zitronenzangen wird die Frucht in einem Zylinder oder einer Halbkugel mit einem walzen-, kegel- oder -halbkugelförmigen Gegenstück in einer Art Zange gequetscht, so dass der Saft durch Löcher in dem Zylinder herausläuft. Dabei werden Kerne und Fruchtfleisch im Innern zurückgehalten. Diese Pressen bestanden ursprünglich in der Regel aus Holz, heute auch aus rostfreiem Metall. Der Saft tritt auf der Rückseite der Presse aus, so dass der Saft außen an der Zitronenschale entlang fließt. Dabei nimmt der Saft zusätzlich ätherische Öle aus der Schale auf.
Diese Methode wird in einer weiterentwickelten Form bei den in der Gastronomie gebräuchlichen Hebelpressen angewandt. Dabei handelt es sich um fest stehende schwere Geräte. Das Fruchtfleisch wird durch die Hebelwirkung einer Halbkugel zerquetscht, die von oben auf die auf einem Kegel aufsitzende Zitronenhälfte drückt. Der austretende Fruchtsaft wird durch einen Filter beziehungsweise ein Sieb von Fruchtfleisch und Kernen abgetrennt. Moderne Hebelpressen sind aus Edelstahl gefertigt.
Kleine Zitronenpressen zur Entsaftung einzelner Zitronenschnitze funktionieren ebenfalls nach dem Zangenprinzip. Sie bestehen meist aus Edelstahl oder Kunststoff. Es gibt zwei unterschiedliche Grundmodelle, die in verschiedenen dekorativen Varianten erhältlich sind, zum Beispiel in Vogel- oder Fischform. Bei dem einen Modell liegt der Zitronenschnitz längs in einer kleinen Wanne, von oben drückt ein zungenartiges Gegenstück auf das Fruchtfleisch und der Saft tritt aus Löchern unterhalb des Scharniers aus. Bei dem anderen Modell liegt der Zitronenschnitz quer in einer Zange, die aus zwei schaufelartigen Teilen besteht, wobei der Saft an den Seiten der Schaufeln austritt.
Bei der Methode, die sich allgemein für den Hausgebrauch durchgesetzt hat, wird der Saft aus der halbierten Frucht gepresst, indem diese auf einem balligen Kegel, dessen Oberfläche eine Längsrippenstruktur hat, hin- und hergedreht wird. Bei mechanisch oder elektrisch angetriebenen Geräten dreht sich der Kegel unter der Frucht. Entlang der Längsrillen läuft der Saft in ein Auffanggefäß. Anders als Pressen, die nur mittels Druck funktionieren, werden bei diesem Funktionsprinzip die das Fruchtfleisch umschließenden Häute schon durch die Drehbewegung über dem gerippten Kegel aufgerissen. In Kombination mit dem auch hier erforderlichen Anpressdruck tritt der Saft leicht aus. Das einfachste Modell, das sich dieses Prinzip zunutze macht, ist der Presskegel an einem einfachen Griff. Solche Presskegel werden traditionell aus Holz hergestellt, es gibt aber auch Exemplare aus Kunststoff. Nachteilig an diesem Modell ist, dass Kerne und Fruchtfleisch nicht zurückgehalten werden und der saure Zitronensaft fast zwangsläufig über die Hände des Benutzers abläuft.
Das ursprünglich weit verbreitete Modell aus Pressglas weist eine um den Kegel herumlaufende Rinne auf, in der sich der Saft sammelt. Kerne und Fruchtfleisch werden durch einen Zackenkranz am Rande der Rinne abgefangen. Einige Modelle haben zudem einen Haltegriff oder eine Haltemulde und eine Ausgießnase. Heute werden solche Pressen meist aus Kunststoff hergestellt. Etwas aufwändigere zweiteilige Modelle aus Metall oder Kunststoff bestehen aus einem abnehmbaren Oberteil, in dessen Mitte der Kegel sitzt, mit Löchern oder Schlitzen, durch die der Saft in das darunter befindliche Auffanggefäß abläuft. Dieses Gefäß ist meistens mit einer Schütte, gelegentlich auch mit einem Griff versehen. Genauso funktionieren Pressen, die in oder auf einen Becher gestellt werden können, in den dann der Zitronensaft abfließen kann. Bei fast allen Zitronenpressen dieses Typs weist der Reibkegel gleichseitige und gleichwinklige Keilschnitte auf. Eine Designstudie von Wilhelm Wagenfeld konnte in den 1950er Jahren jedoch zeigen, dass ungleichseitige und ungleichwinklige sägeförmige Einschnitte zu einer besseren Ausnutzung der Frucht führen. Allerdings lösten die sägeförmigen Rippen wesentlich mehr Häute aus der Zitronenschale, so dass auch zum Abfiltern von Häuten und Kernen eine andere Lösung gefunden werden musste.
Weniger kraftraubend sind Zitronenpressen, bei denen sich der Kegel unter der Zitrone dreht. Bei einem manuell angetriebenen Gerät wird die Bewegung einer Handkurbel mechanisch auf den Kegel gelenkt, so dass dieser sich dreht. Weil damit nicht mehr die Früchte hin- und her-, sondern nur eine Handkurbel gedreht werden muss, sind diese Geräte angenehmer zu bedienen und für große Mengen besser geeignet.
Bei elektrischen Zitronenpressen wird der Kegel über ein Untersetzungsgetriebe von einem Elektromotor – oft ein Synchronmotor – angetrieben. Die Drehbewegung startet, wenn eine Fruchthälfte auf den Kegel gedrückt wird. Automatische Saftpressen übernehmen zusätzlich auch die Teilung der Früchte, das Andrücken und das Auswerfen. Sie sind für größere Mengen geeignet und werden in der Regel nur in der Gastronomie eingesetzt.
Einen völlig anderen Ansatz verfolgen so genannte Zitronenausgießer: Dabei handelt es sich um scharfkantige Röhrchen, meist aus Metall, gelegentlich auch aus Kunststoff, mit eingeschliffenen Schlitzen, die komplett in eine ganze Zitrone hineingedreht werden. Die Schnittkanten des Rohres ritzen die Häute im Innern der Zitrone an. Wird die Zitrone nun mit der Hand zusammengedrückt, tritt an der Einstichstelle des Metallröhrchens der Saft aus. Diese Methode eignet sich besonders für kleine Mengen. Die Zitrone kann samt Ausgießer einige Tage im Kühlschrank aufbewahrt werden.

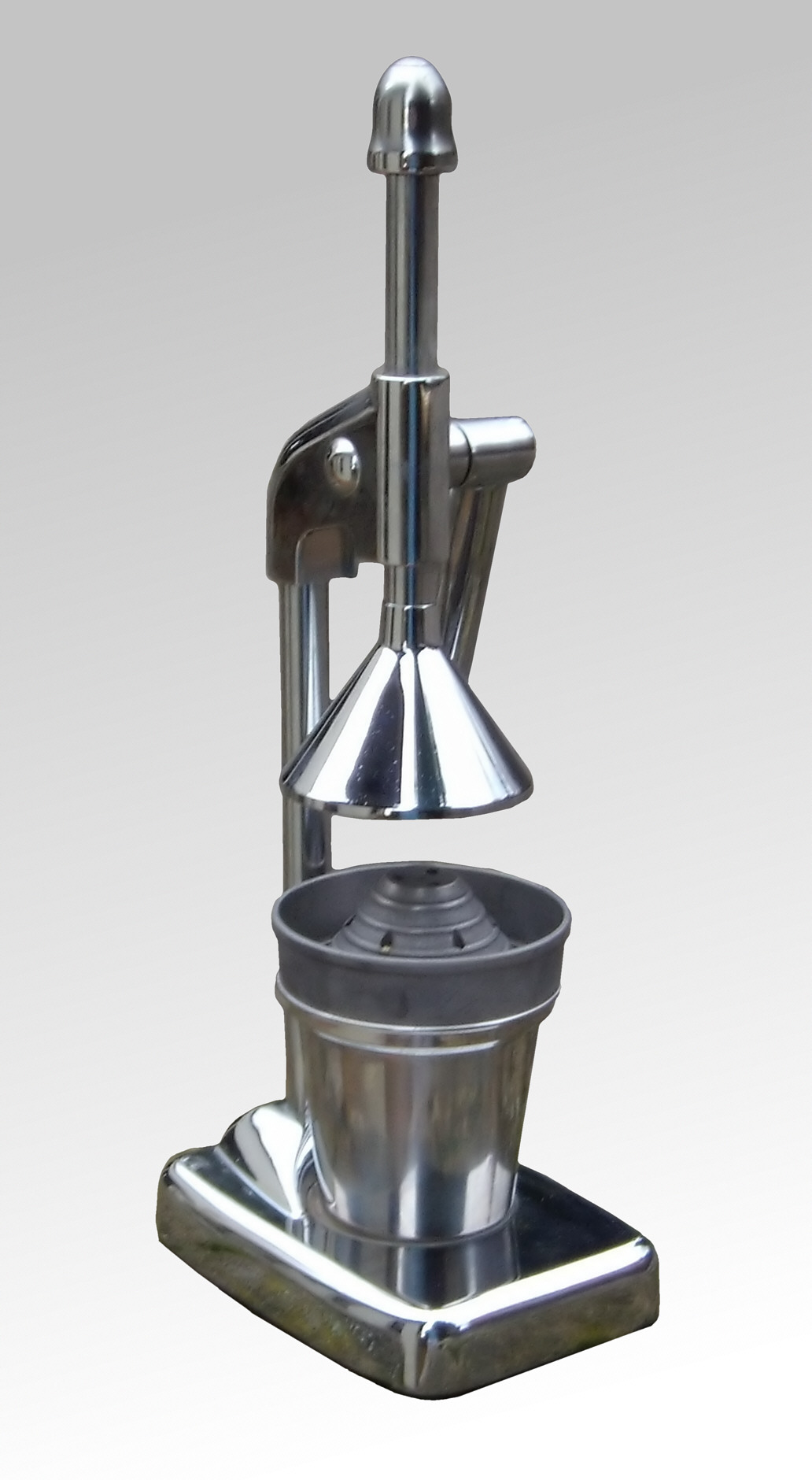
Hebelpresse
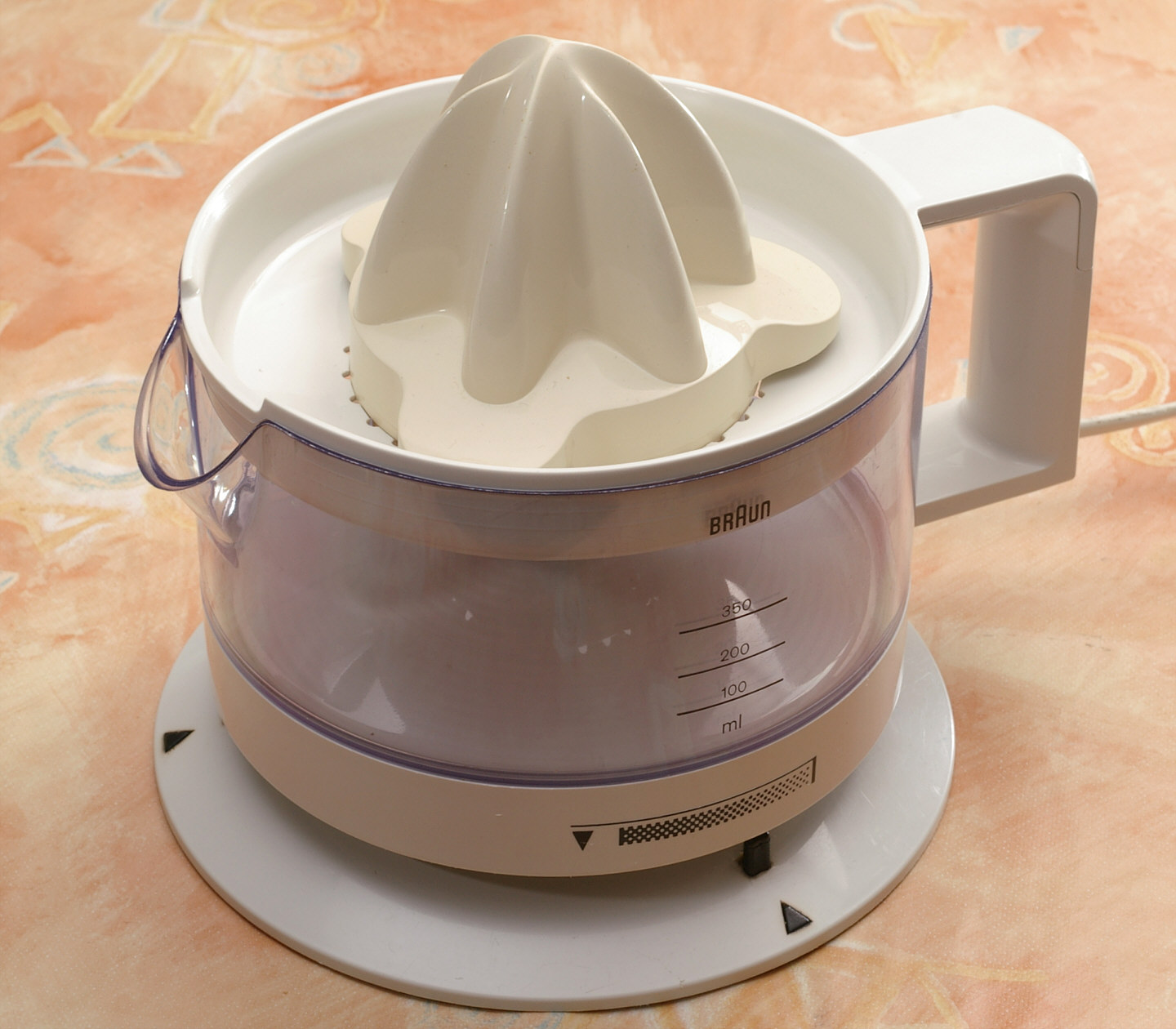
Elektrisch betriebene Zitruspresse
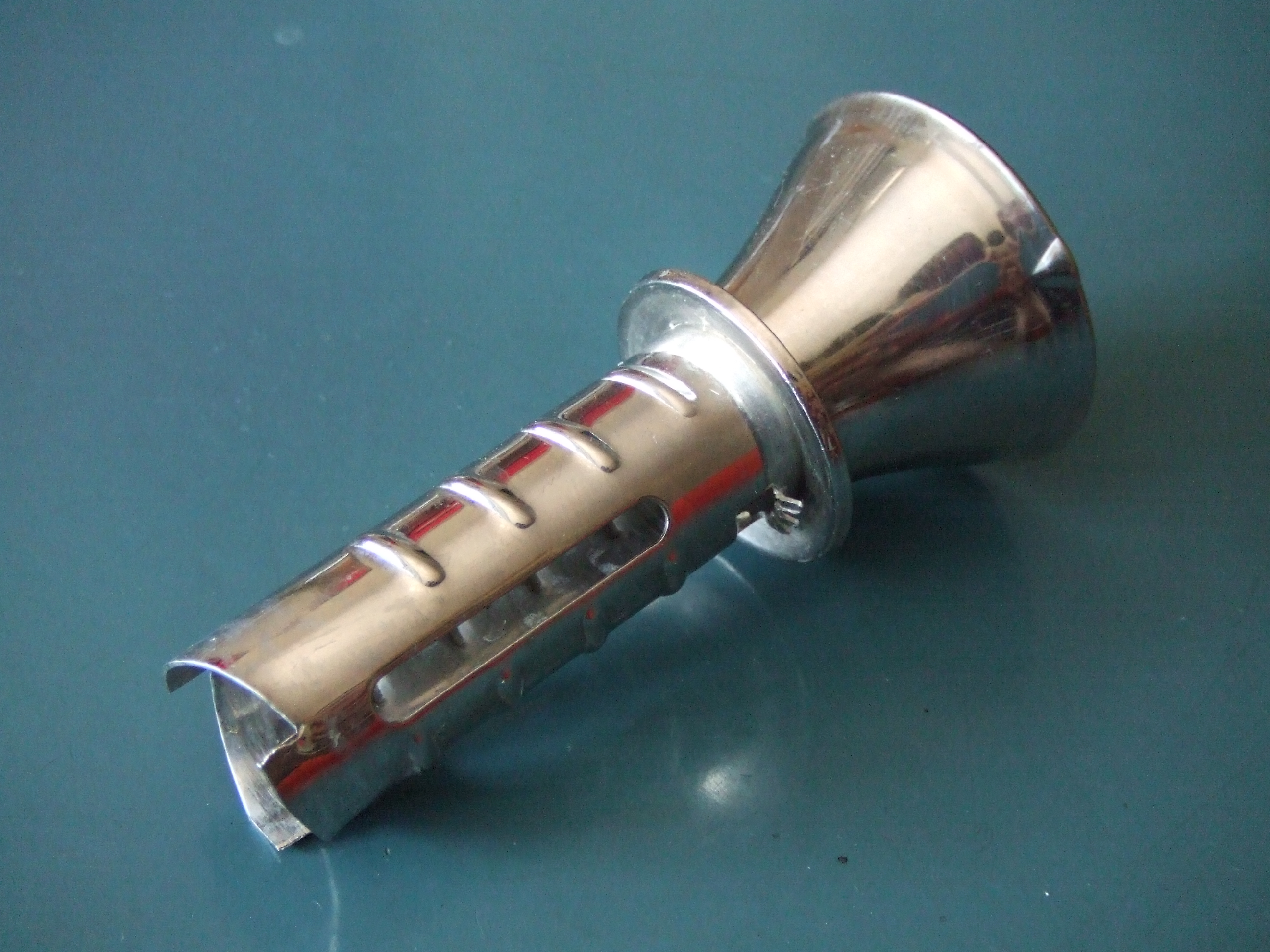
Zitronenausgießer
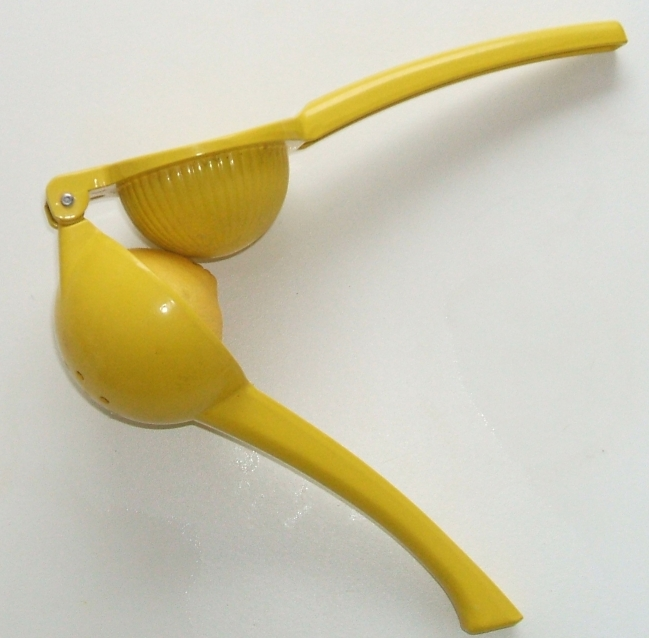
Zitronenzange
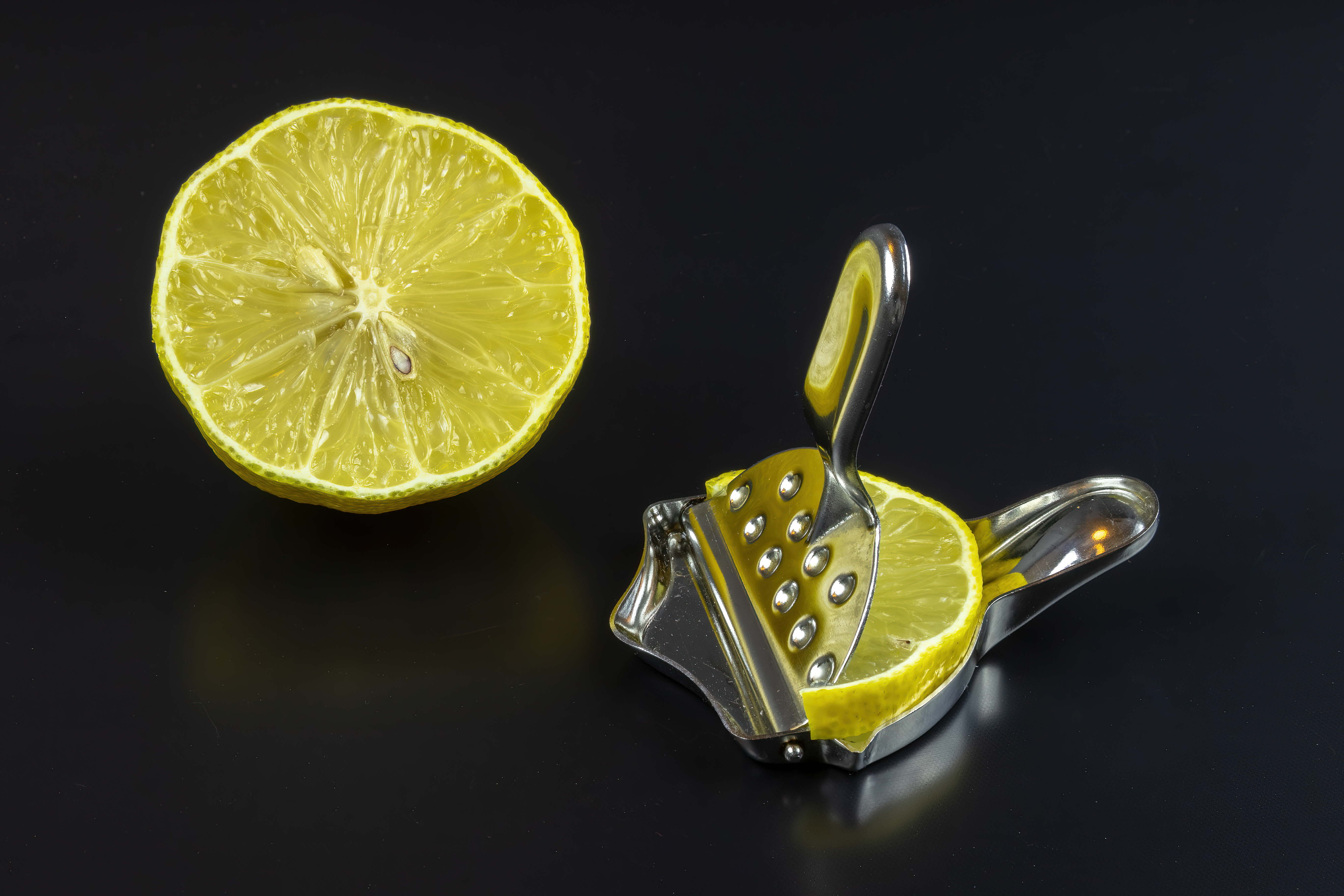
Schnitzelpresse Citro, ritterwerk

## Die Einweg-Presse
In der Gastronomie werden kleine halbierte Zitronen oder Limetten mitunter in Papierbeutel (ersatzweise Papiertücher) gepackt und verknotet. Die Gäste können den Saft von Hand auspressen; Fruchtfleisch und Kerne werden zurückgehalten.
Die Beutel können samt Inhalt als Küchenabfall entsorgt werden.

## Die Zitronenpresse als dekoratives Objekt

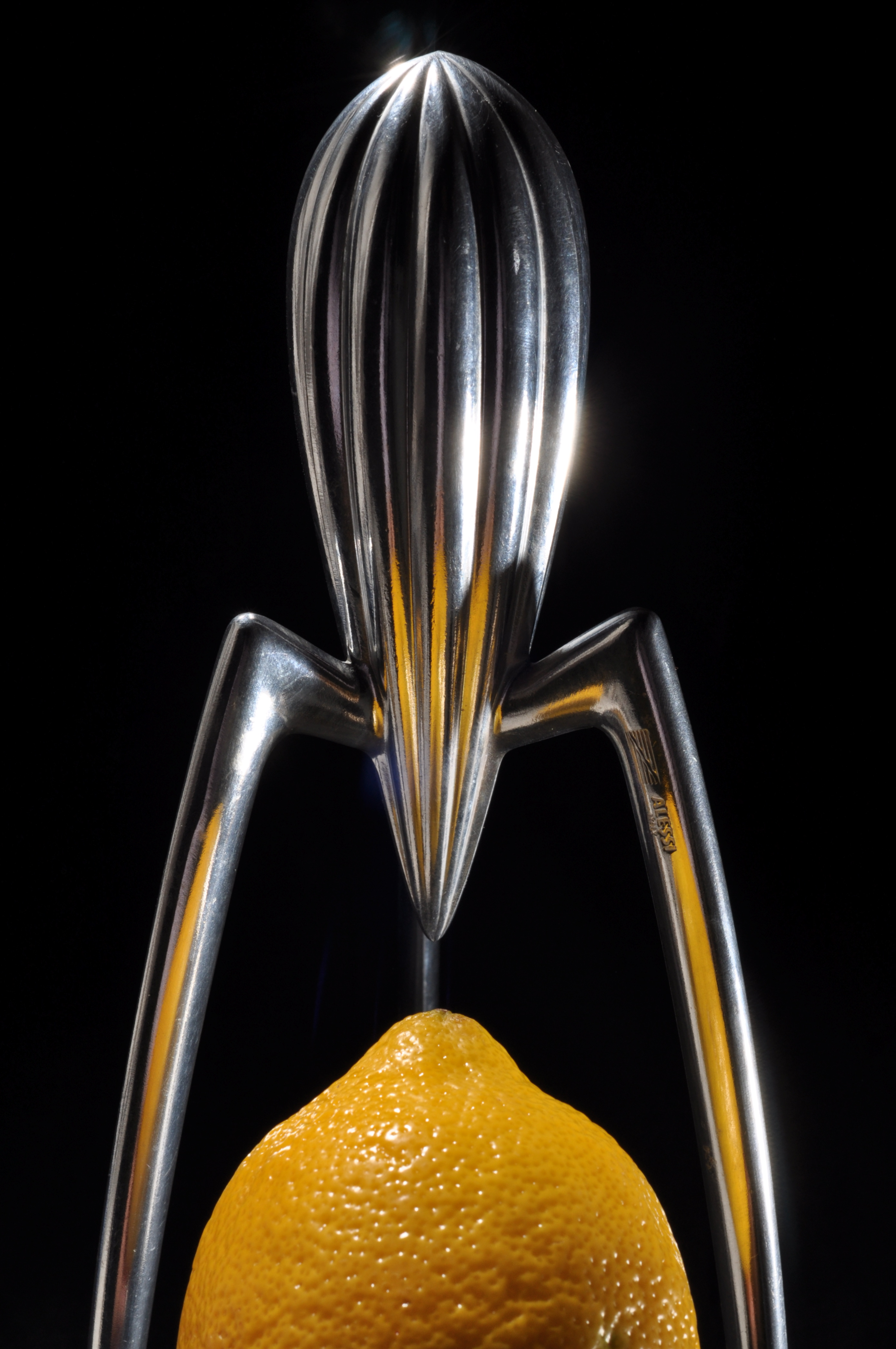
„Juicy Salif“, Design von Philippe Starck, hergestellt von Alessi

Die einzige Zitronenpresse, die hauptsächlich wegen ihres Designs bekannt wurde, ist die Juicy Salif, 1987 entworfen von dem französischen Designer Philippe Starck, seit 1990 produziert von der Firma Alessi. Die Idee zum Design der Juicy Salif soll Starck beim Anblick eines Tintenfisches gekommen sein. Skizzen auf dem Papieruntersetzer eines Restaurants, wo Starck während des Essens seine Idee festhielt, belegen diese formale Ableitung des Designs.
Das dreibeinige Modell aus Gussaluminium mit einem starren Kegel ist 29 cm hoch und besitzt weder ein Auffanggefäß für den Saft, noch werden Kerne und Fruchtfleisch zurückgehalten. Nach Auffassung von Umberto Eco liegt dies vermutlich daran „daß der Auftraggeber gar keine echte Zitronenpresse haben wollte, sondern ein Kunstwerk und conversation piece, das die Käufer als eine abstrakte Skulptur begehren würden (die übrigens sehr schön anzusehen ist, dabei beunruhigend wie ein Tiefseeungeheuer) oder jedenfalls als ein Prestigeobjekt, nicht als ein Haushaltsgerät, das man praktisch benutzen kann.“ Starck gilt unter anderem wegen dieses Entwurfs als Vertreter eines an Semantik orientierten Designs, das die kommunikative Funktion eines Gegenstandes höher bewertet als die praktische. Starck soll in der Tat auf Kritik an der Funktionsfähigkeit seines Objektes erklärt haben, die eigentliche Funktion sei nicht das Auspressen von Zitronen, sondern die Initiierung von Konversation. Dies wird umso deutlicher angesichts einer Jubiläumsausgabe mit Goldbeschichtung, die die Firma Alessi im Jahre 2000 in einer Auflage von 9999 nummerierten Exemplaren herausbrachte und mit der Warnung versah: „Juicy Salif Gold ist ein Sammlerobjekt. Benutzen Sie es nicht als Zitronenpresse: Bei Kontakt mit säurehaltigen Substanzen könnte die Vergoldung Schaden erleiden.“
In der Folge haben Alessi und auch andere Produzenten von Haushaltsartikeln wie beispielsweise Koziol weitere Designerzitronenpressen auf den Markt gebracht. Ein neues conversation piece zu kreieren, gelang dabei jedoch bisher nicht. Die Zitronenpresse Juicy Salif ist dagegen zum vielfach abgebildeten und zitierten Emblem nicht nur für die Firma Alessi und den Designer Philippe Starck, sondern auch für die postmoderne Designverliebtheit der 1980er Jahre geworden.